# Liste von Sakralbauten in Schweinfurt

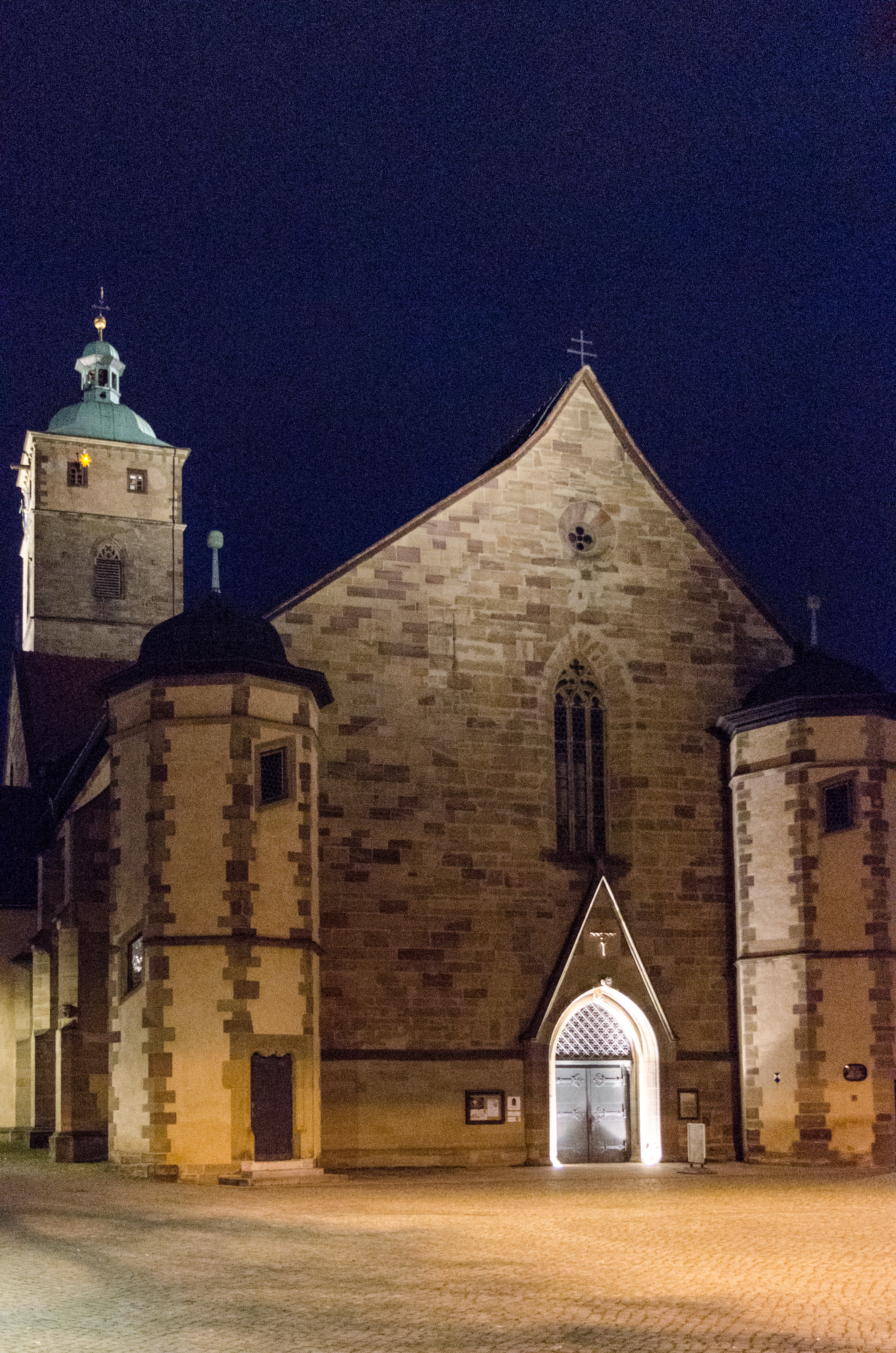
St. Johannis am Martin-Luther-Platz, geistlicher Mittelpunkt der einstigen Reichsstadt Schweinfurt und eine der kunsthistorisch bedeutsamsten evangelischen Kirchen im fränkischen Main-Gebiet

Die Liste von Sakralbauten in Schweinfurt listet Kirchen und weitere Sakralbauten in Schweinfurt auf, ohne Anspruch auf Vollständigkeit. Aufgeführt sind bestehende und abgegangene Kirchen, Kapellen und sakrale Bauten christlicher Religionsgemeinschaften und anderer Religionen.

## Geschichte des Kirchenbaus in Schweinfurt

### Mittelalter

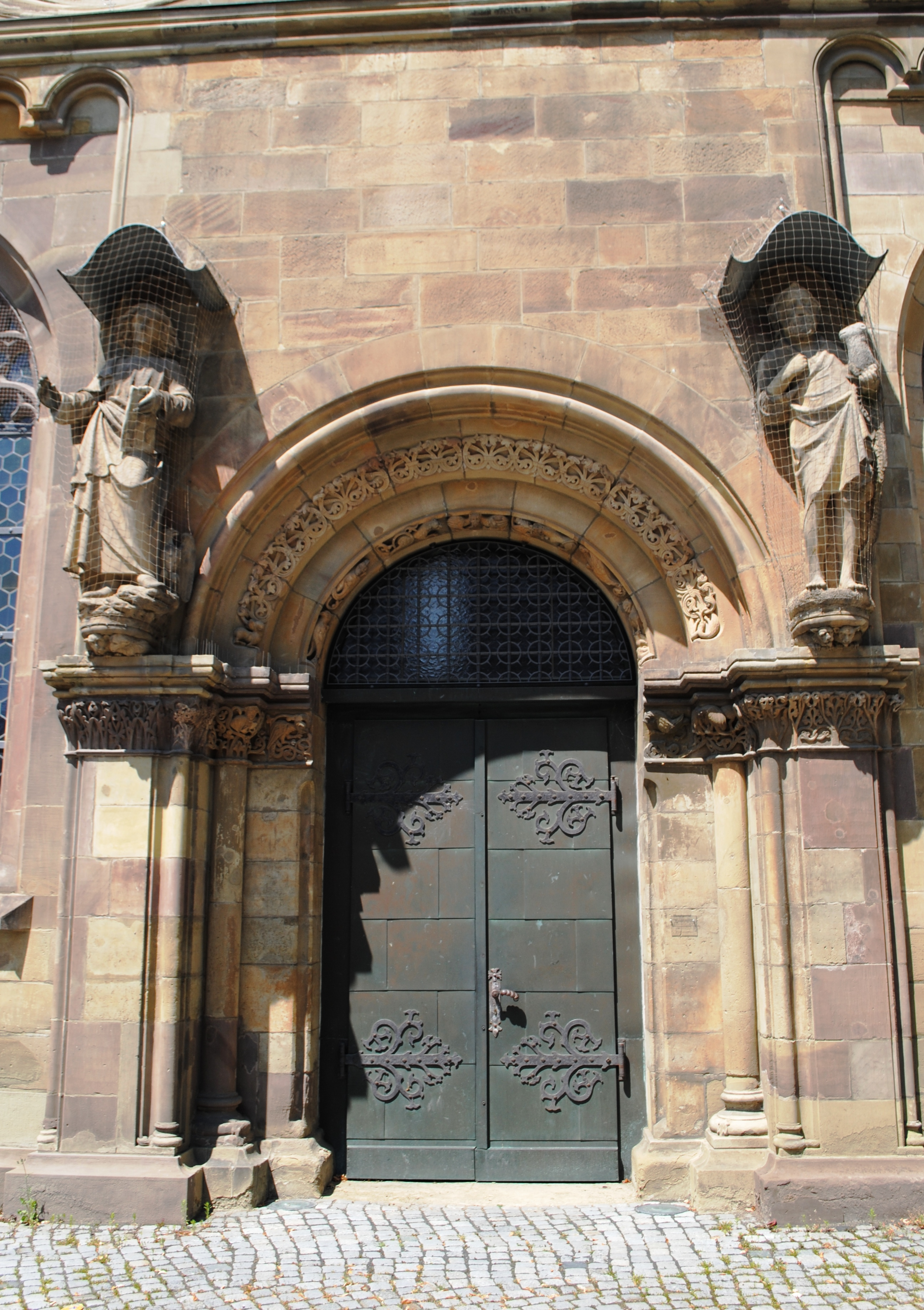
Romanik: Brauttor (1240) St. Johannes

Die Christianisierung setzte in Franken Ende des 7. Jahrhunderts ein. Für die Zeit um 750 ist die Existenz Schweinfurts urkundlich nachgewiesen und 791 wurde der Ort erstmals urkundlich erwähnt. Am westlichen Rande der ersten Schweinfurter Siedlung, des sogenannten Dorfs Altstadt, befindet sich am Kiliansberg die Wüstung der Kilianskirche, deren Ursprung und Alter unbekannt sind.
Auf der Stammburg der Markgrafen von Schweinfurt an der Peterstirn, am östlichen Rand des Dorfs Altstadt entstand um 1015 ein Nonnenkloster, vermutlich mit Klosterkirche.
Die Johanniskirche ist das älteste Kirchengebäude der heutigen Altstadt, das auf die Gründung der Reichsstadt Schweinfurt um oder vor 1200 zurückgeht. Sie wurde einen halben Kilometer westlich des Dorfs Altstadt planmäßig aufgebaut. Bei Ausgrabungen im Chor der Kirche wurden Vorgängerbauten aus dem 11. Jahrhundert freigelegt. Die gesamte pfarrliche Struktur Schweinfurts ab dem 12. Jahrhundert kann von der Johanniskirche hergeleitet werden.
Aus einer Burgkapelle bildete sich im benachbarten Oberndorf, das in reichsstädtischer Zeit wie auch heute zu Schweinfurt gehört(e), etwa zeitgleich eine weitere Kirche. Die Kapelle wurde erstmals 1094 genannt und entwickelte sich, unter Wechsel des Patroziniums, zur heutigen Kreuzkirche. Im 14. Jahrhundert errichteten die Henneberger Grafen in Schweinfurt eine Reichsburg, die mit einer Liebfrauenkapelle ausgestattet wurde. Die Reichsburg wurde bald aufgelöst, die Kapelle blieb bestehen. Als Ersatz für die inzwischen aufgegebene Kilianskirche wurde 1412 eine zweite Kilianskirche (am später errichteten Zeughaus) einschließlich eines Friedhofs fertiggestellt.

### Neuzeit

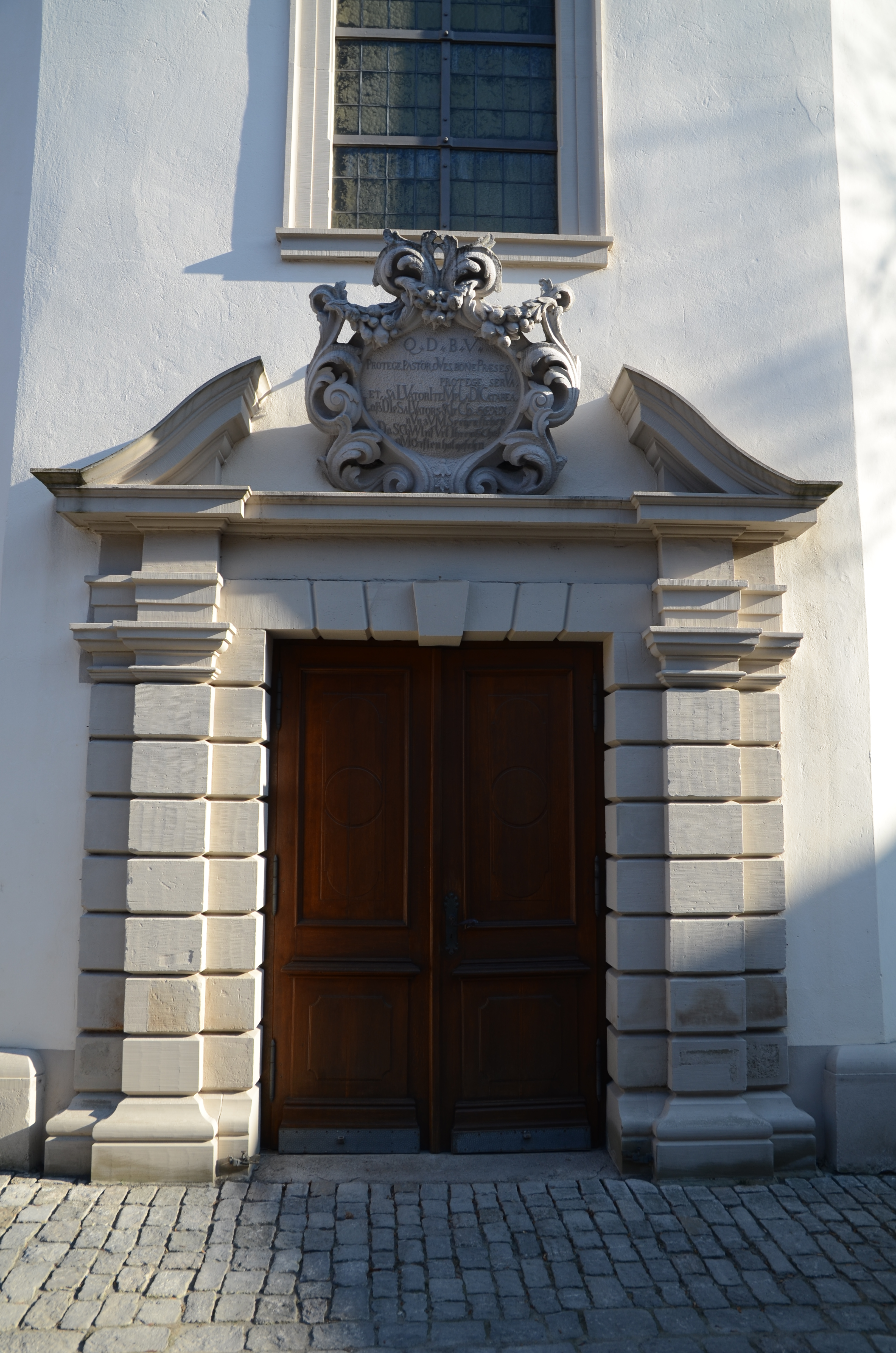
Barock: Portal
St.-Salvator (1717)

Die Stadt Schweinfurt wurde 1542 evangelisch und man widmete die Kirchengebäude in lutherische Gotteshäuser um. Im Zweiten Markgrafenkrieg wurde die Stadt weitgehend zerstört. Nachdem der Wiederaufbau die lutherische Konfession weiter in der Stadt verankert hatte, waren die Kapellen in den Verwaltungshöfen der Klöster die einzigen katholischen Gotteshäuser in der Stadt.
In den folgenden Jahrhunderten variierte der Kirchenbestand nur sehr wenig. Die Liebfrauenkapelle stammt vermutlich von 1313. Sie war die Kapelle der einstigen Reichsburg im Zürch und wurde aus Anlass des 200. Jahrestags der Reformation 1717 als St.-Salvator-Kirche erneuert und erweitert. Die Spitalkirche war ebenfalls Bestandteil des religiösen Lebens der Schweinfurter Bevölkerung. Inzwischen waren die Klosterkapellen aufgegeben worden und die Reichsstadt war eine rein lutherische Gemeinde.
Dies änderte sich zu Beginn des 19. Jahrhunderts, als die Reichsfreiheit der Stadt aufgelöst und Schweinfurt Teil des Königreichs Bayern wurde. Auf das Jahr 1806 datiert die Errichtung der ersten katholischen Pfarrei Heilig-Geist, die später in der ehemaligen Spitalkirche ihren gottesdienstlichen Mittelpunkt erhielt.
Am Schillerplatz stand eine Halle der Freien Christlichen Gemeinde, die vor 1868 errichtet wurde und später als Theater diente.

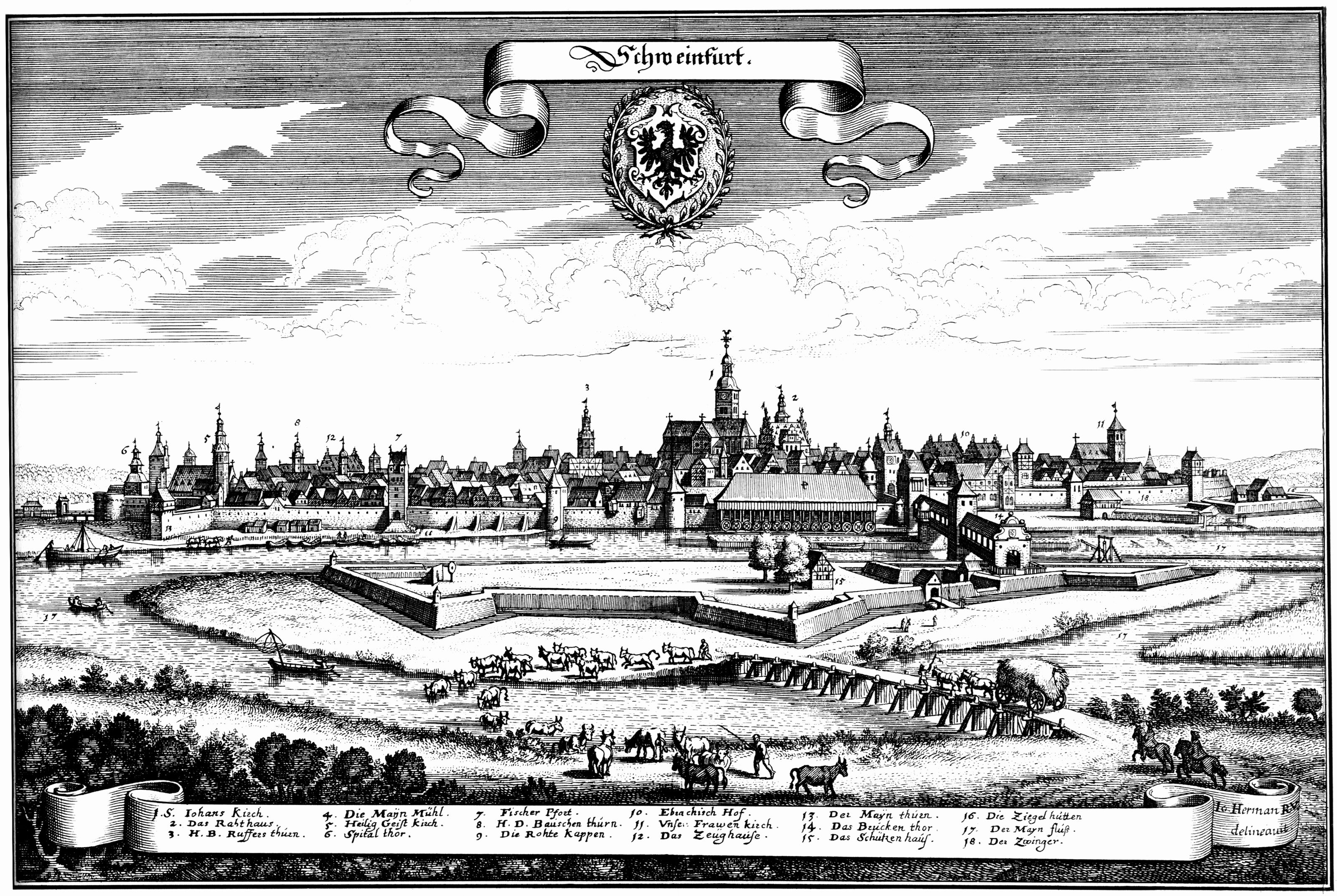
Reichsstadt Schweinfurt, M. Merian, Frankfurt a. M. (1648). St. Johannis (Nr. 1), Spitalkirche zum Heiligen Geist (Nr. 5), Frauenkirche/St. Salvator (Nr. 11)

### Moderne

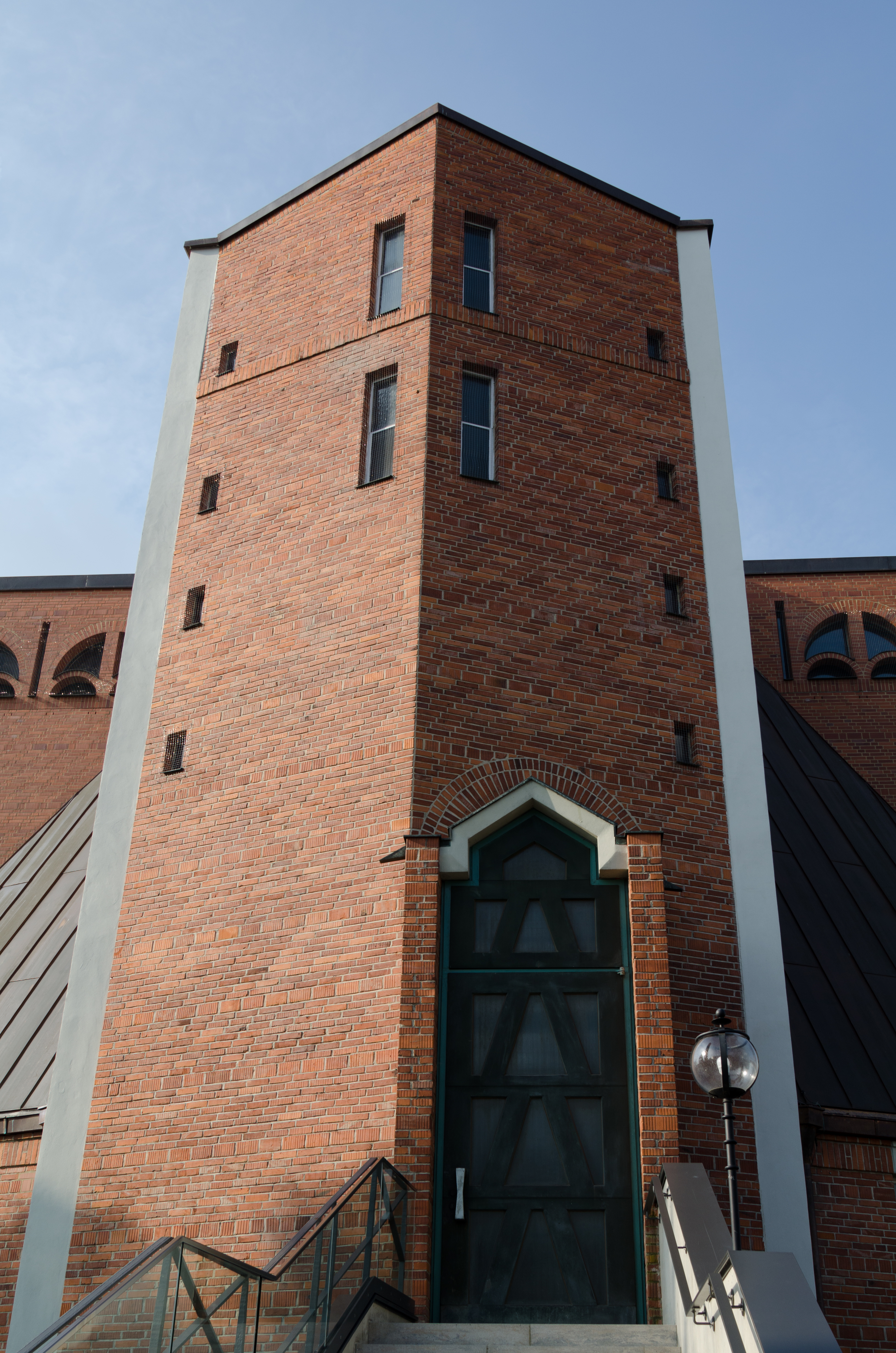
Postmoderne: Auferstehungskirche

Während der Industrialisierung zogen viele Arbeiter aus dem katholischen Umland in die protestantische Stadt, sodass schließlich die Katholiken in der Mehrheit waren und mehrere katholische Kirchen, vorwiegend im Westen der Stadt in den neu entstandenen Arbeitervierteln errichtet wurden. Als erste Filiale von Heilig-Geist bildete sich die Pfarrei St. Josef in den 1920er Jahren.
Später wurde die evangelisch-lutherische Gustav-Adolf-Gedächtniskirche in der westlichen Innenstadt errichtet. In jedem neu erschlossenen Stadtteil wurden nun weitere evangelische und katholische Kirchen erbaut.
Für die Kirchen der Nachkriegszeit gewannen die jeweiligen Gemeinden wichtige Architekten für die Bauten. Dies mag auf katholischer Seite auch an der Vorreiterrolle des Bistums Würzburg im modernen Kirchenbau gelegen haben. Hervorzuheben sind St. Anton, St. Michael und insbesondere St. Kilian von Hans Schädel, das in die Geschichte des modernen, deutschen Kirchenbaus einging. Auf evangelischer Seite schuf der bekannte Architekt Olaf Andreas Gulbransson mit der Auferstehungskirche einen neuen, modernen Baustil, der Sichtmauerwerk, Handwerk und Ornamentik vereint.
Schließlich etablierten sich auch christliche Sekten sowie weitere christliche Konfessionen, wie eine griechisch-orthodoxe Gemeinde.
In den letzten Jahrzehnten, im Zuge einer weltweiten Verlagerung von Gottesdienstbesuchern von den Amtskirchen zu den Freikirchen, entstanden auch in Schweinfurt weitere evangelische Freikirchen, teilweise im neuen, amerikanischen Typus in Gewerbegebieten, mit größeren Parkmöglichkeiten auf eigenen Grundstücken. Die Freikirchen sehen ihre Versammlungsstätten nicht als sakrale, sondern zweckdienliche Räume, urchristlich bzw. biblisch orientiert, ohne Altar, Kunstausstattung, manchmal auch ohne Kreuz und wenn, dann ohne Korpus, wegen des ersten der Zehn Gebote. Öfters wurden Büro- oder Gewerberäume übernommen, während die Evangelisch-freikirchliche Gemeinde Schweinfurt einen Neubau erstellte.

## Kirchen
Die Auflistung orientiert sich für die evangelisch-lutherischen Kirchen am Buch Evangelische Kirchen in Schweinfurt von Erich Schneider, für die katholischen Gotteshäuser am Sammelband Spurensuche von Erich Schneider und Uwe Müller. Die Zuordnung zu den inoffiziellen Stadtteilen erfolgt durch die Lage im Stadtgebiet.
Die Kirchen sind nach ihrem (vermuteten) Entstehungsjahr geordnet. Abgegangene Bauten sind mit einem Kreuz (†) versehen, evangelisch-lutherische Kirchen haben in Klammern eine Jahreszahl für den ersten lutherischen Gottesdienst bzw. die Umwidmung. Alle evangelisch-lutherischen Kirchen gehören heute zum Evangelisch-Lutherischen Dekanat Schweinfurt, die katholischen zum Dekanat Schweinfurt-Stadt.

### Benediktinerklosterkirche
| kath. (†) | 1015 |

Auf dem Burgberg Peterstirn am Main, im Osten Schweinfurts, lag die Stammburg der Markgrafen von Schweinfurt. Zunächst wurde 1015 etwas unterhalb der Burg ein Nonnenkloster eingerichtet, das wohl auch mit einer Kirche ausgestattet war. Später entstand ein Benediktinerkloster. Noch im 11. Jahrhundert wurde in den Quellen von einem Glockenturm neben der Kirche berichtet. 1437 wurde die Kirche wohl abgebrochen. 50° 3′ 4,8″ N, 10° 15′ 10,5″ O

### St. Johannis
| ev.-luth. (1542) | 11. Jh. |
| St. Johannis     |         |

Die Johanniskirche ist die älteste noch bestehende Kirche der Stadt und noch heute geistlicher Mittelpunkt der Altstadt und des gesamten historischen Schweinfurts. Die Vorgängerbauten der Kirche entstanden bereits im 11. Jahrhundert. Um 1200 begann man mit der Errichtung des heutigen Baus. Erstmals erwähnt wurde das Gotteshaus allerdings erst im Jahr 1325. Die Taufkapelle kann auf das Jahr 1360 datiert werden.
Nachdem die Stadt 1542 evangelisch geworden war, wurde St. Johannis lutherische Hauptkirche. Im Markgräflerkrieg wurde die Kirche beschädigt.
Nach dem Wiederaufbau wurde St. Johannis bis ins 20. Jahrhundert nicht mehr umfassend verändert. Im Zweiten Weltkrieg stürzte das Kirchendach ein. Die dreischiffige Basilika hat einen einschiffigen Chor und ein zweischiffiges Querhaus. Am Chor steht der Nordturm, der geplante Südturm wurde nicht ausgeführt.
Die Innenausstattung kam zu unterschiedlichen Zeiten in die Kirche, wodurch in der Kirche alle Baustile von der Romanik bis zum Barock vertreten sind. Die sogenannte Sandstein-Madonna aus dem ausgehenden 13. Jahrhundert zeigt den Übergang von der Romanik zur Gotik. Vom ausgehenden 16. Jahrhundert stammt das Schweinfurter Konfessionsbild, das älteste Bild dieser Art Süddeutschlands. Zudem befinden sich in der Kirche viele Epitaphien Schweinfurter Bürger. 50° 2′ 46,3″ N, 10° 13′ 59″ O

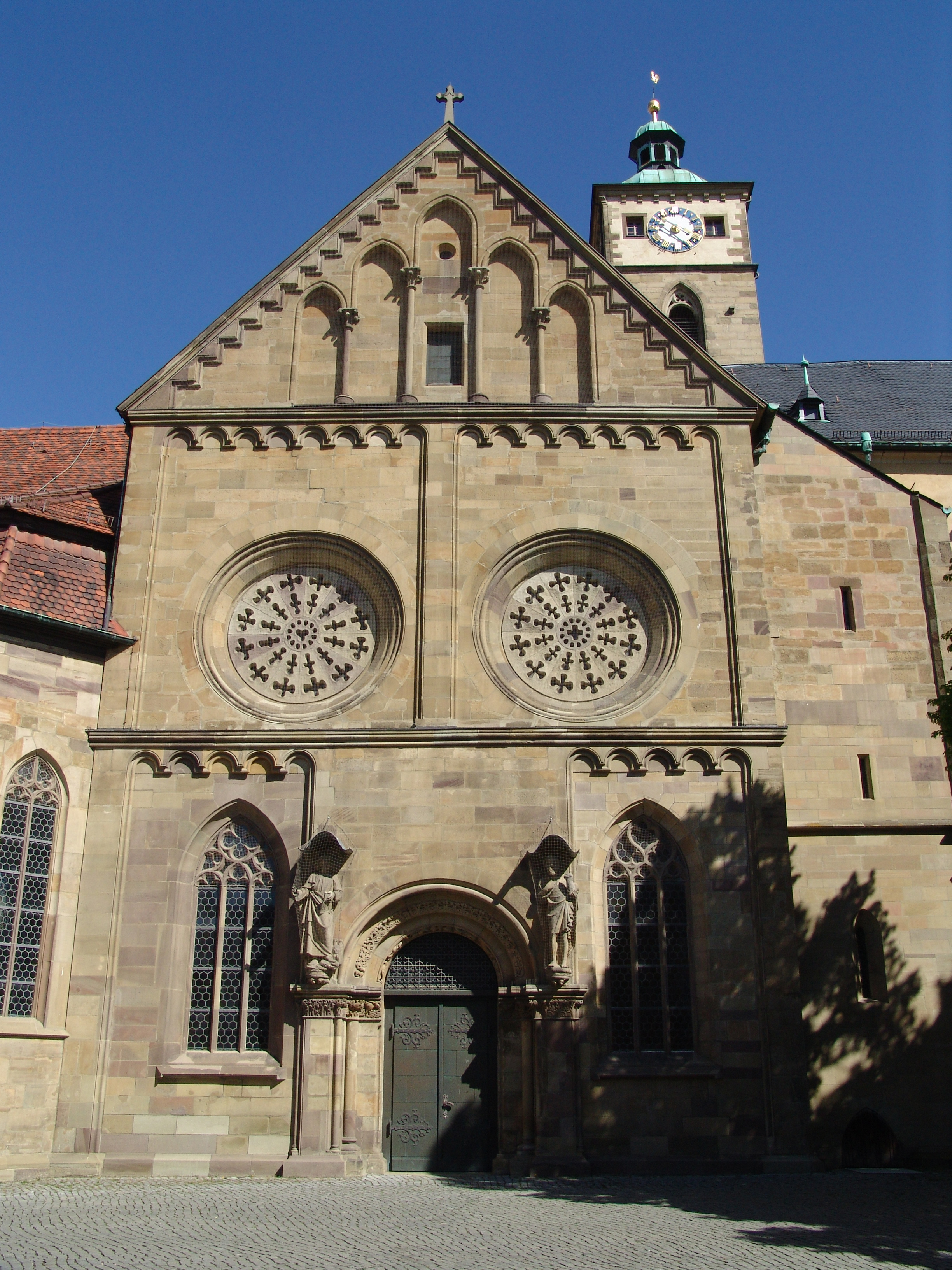
Gotisches Querhaus mit romanischem Brauttor (1240)
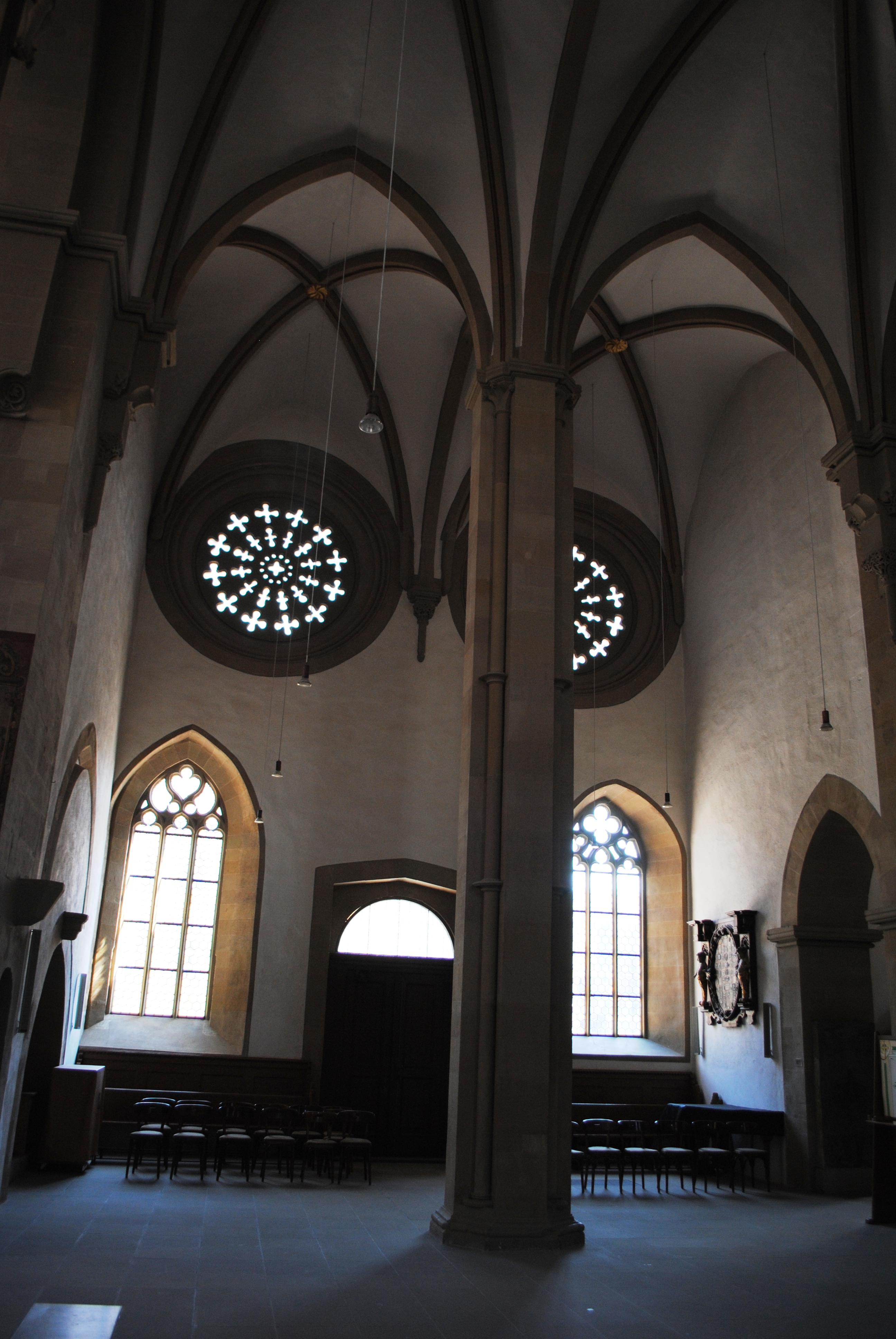
Gotisches Querhaus
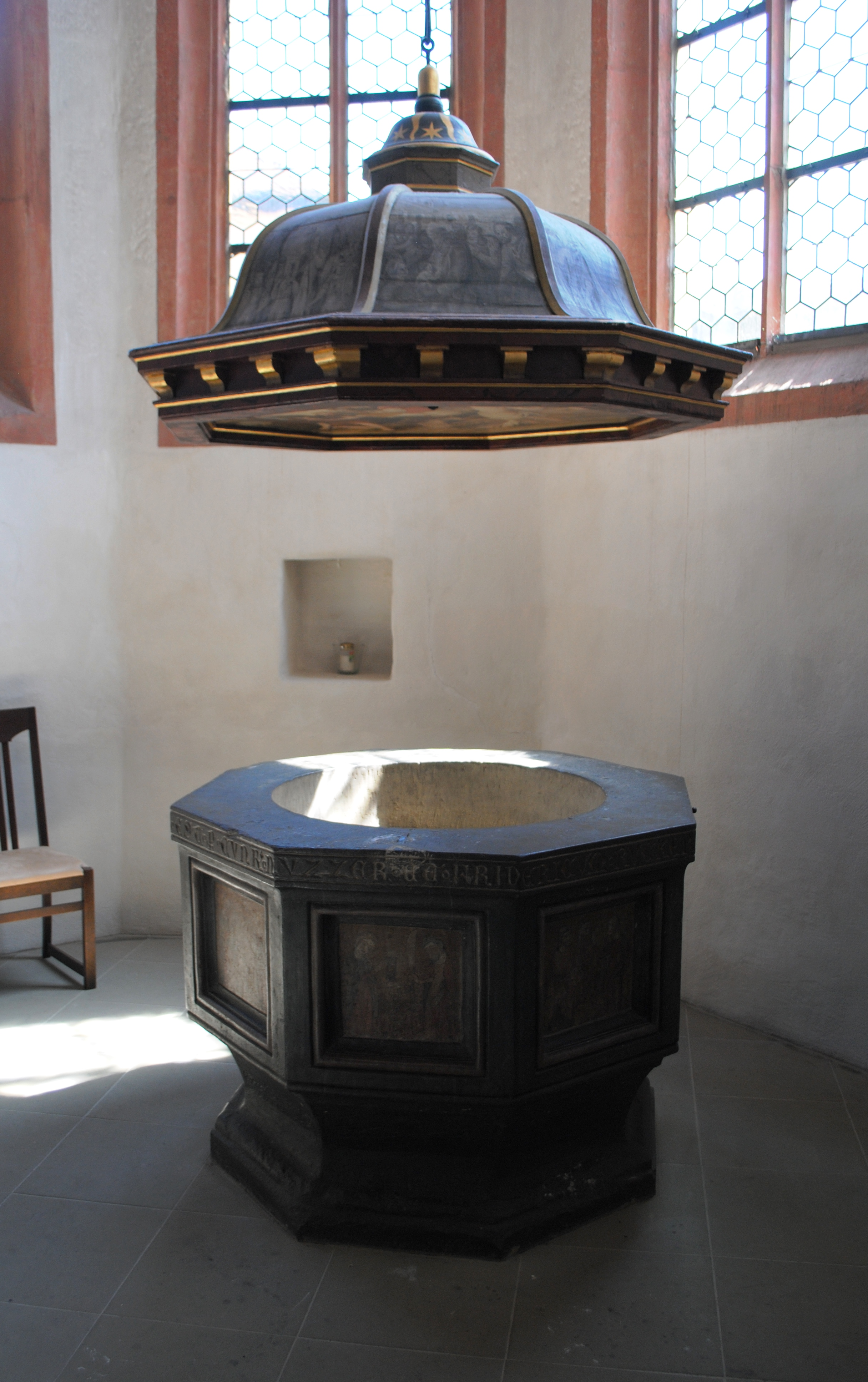
Gotischer Taufstein (1367)
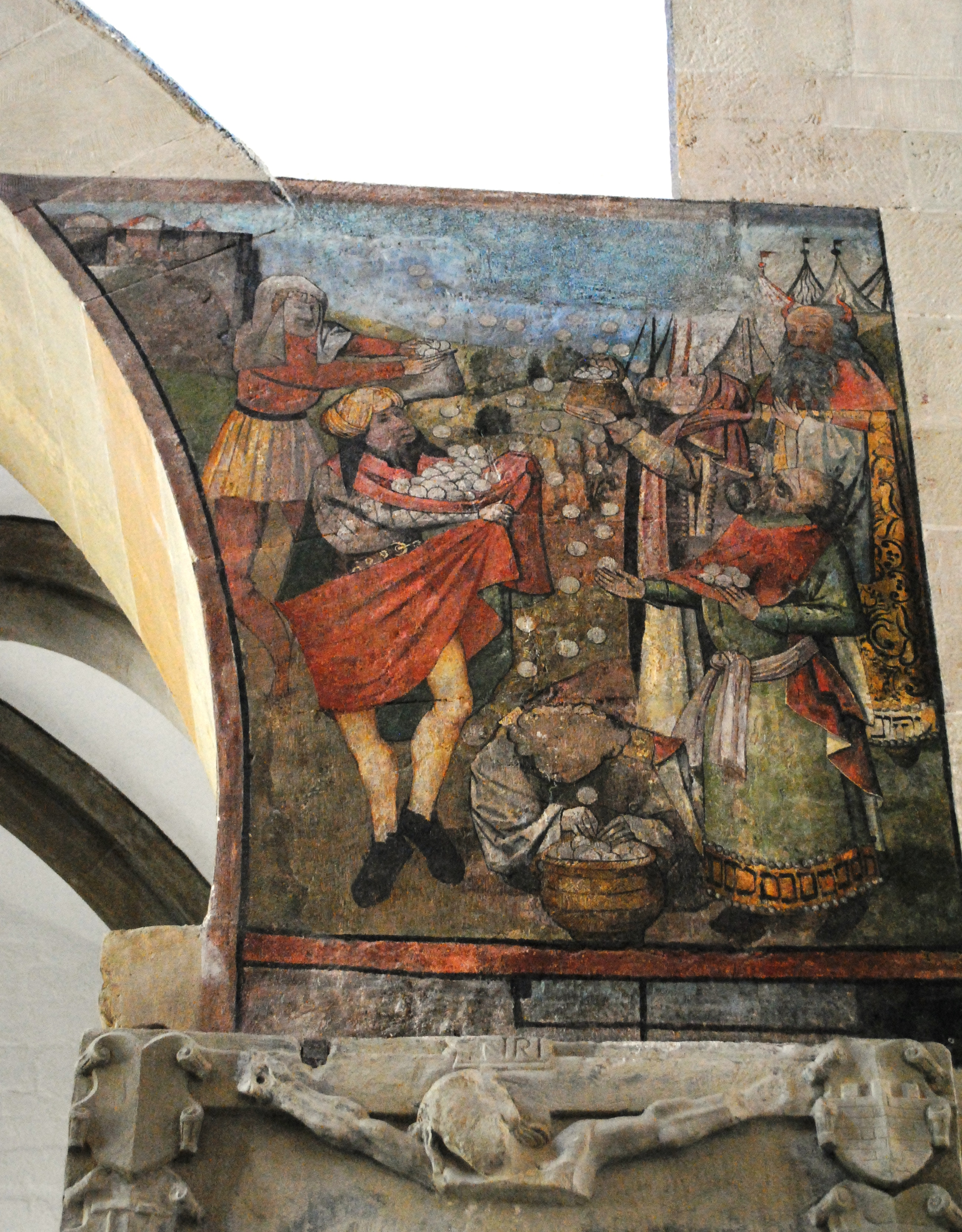
Fresko „Mannalese“ (1480)
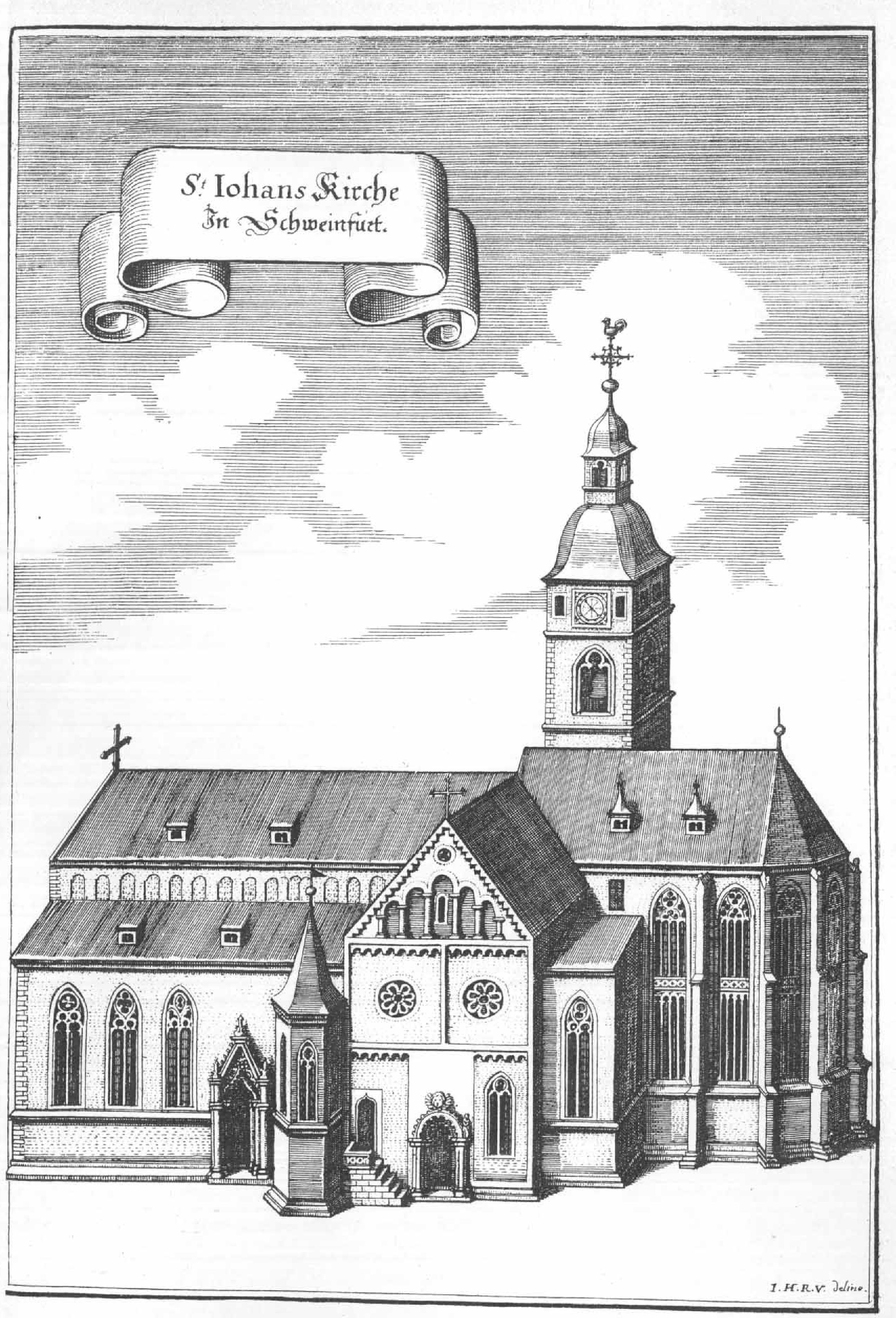
Merian-Stich (1646)

### Kreuzkirche
| ev.-luth. (1542) | 11. Jh./1940 |
| Kreuzkirche      |              |

Die evangelisch-lutherische Kreuzkirche steht an der Stelle einer mittelalterlichen Wasserburg, als Dorfkirche des bereits in reichsstädtischer Zeit zu Schweinfurt gehörendem Oberndorf.
Im Jahr 1094 wurde erstmals die Laurentius-Kapelle genannt. Sie wurde von den Schweinfurter Markgrafen dem Kloster Theres übergeben. Turm und Chor der Kirche stammen aus dem 13. Jahrhundert und waren Teile der Burgkapelle, die um 1500 erweitert wurde, ehe in Schweinfurt 1542 die Reformation eingeführt wurde. Im Jahr 1650 entstand die neue Jesus-Christus-Kirche mit der ehemaligen Burgkapelle als Taufkapelle.
Das Langhaus wurde von 1938 bis 1940 im Heimatstil durch Gottfried Dauner und Horst Schwabe errichtet. Es entstand eine Saalkirche mit eingezogenem Chor, die seitdem  Kreuzkirche genannt wird. Der Chor weist nach Süden, was für das Mittelalter ungewöhnlich ist. Der Turm mit welscher Haube steht an der Ostseite des heutigen Langhauses, das eine umlaufende Holzempore besitzt.
50° 1′ 37,5″ N, 10° 12′ 19,7″ O

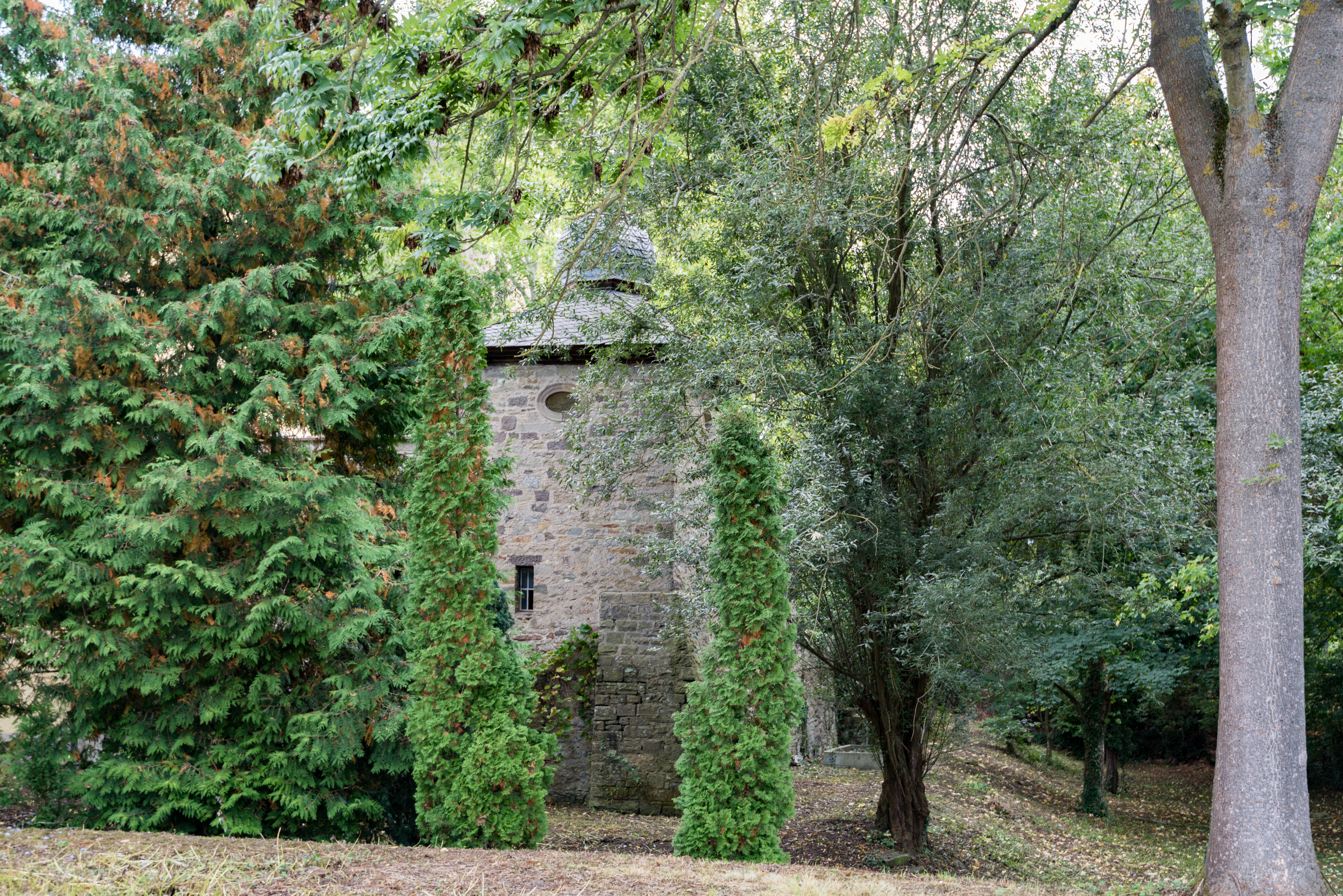
Grabenreste der Wasserburg
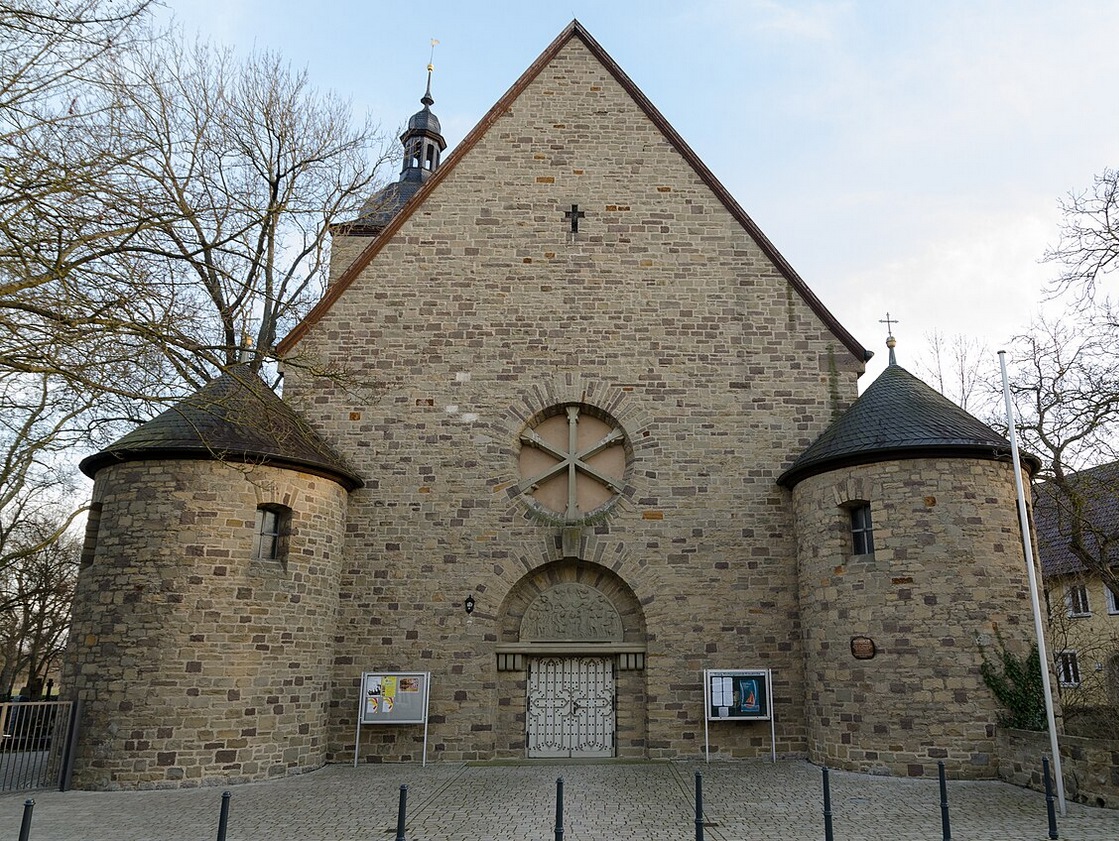
Eingangsportal im Norden
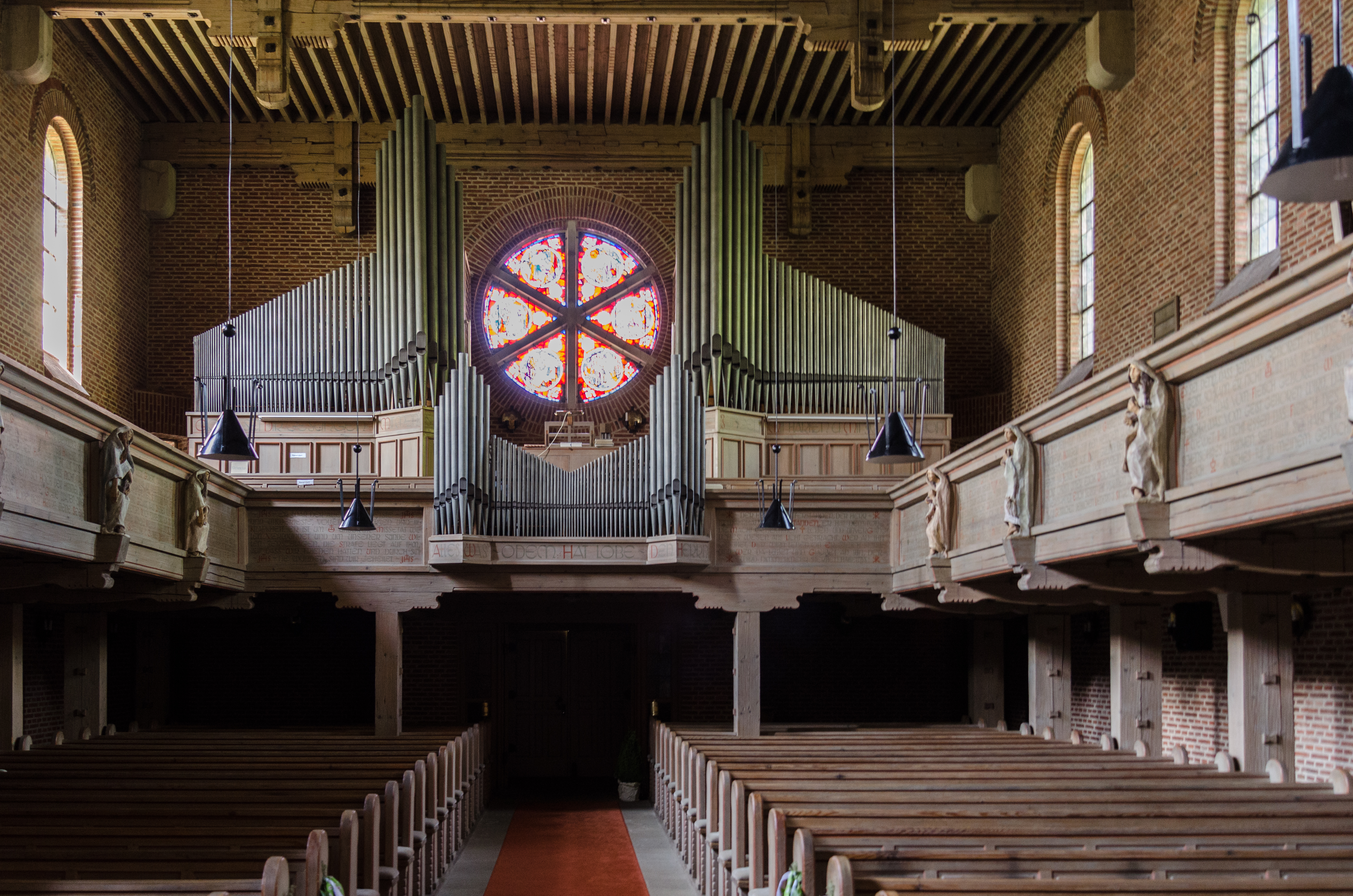
Innenraum mit Holzempore, Orgel und den fünf klugen und fünf törichten Jungfrauen

### St. Nikolaus
| kath. (†) | 1294 |

Die Siechenhauskapelle St. Nikolaus auf dem Areal des heutigen Alten Friedhofs an der  Schultesstraße wurde 1294 erstmals erwähnt. In Siechenhäusern wurden Leprakranke von der restlichen Bevölkerung separiert. Zur Ausübung der religiösen Handlungen wurden neben den Siechenhäusern oftmals Kapellen errichtet, die zumeist sogenannten Siechenheiligen geweiht wurden. Später plante man die Kapelle dem Prämonstratenserorden zu übergeben, sie wurde jedoch von Schweinfurter Bürgern mit dem Siechenhaus erworben. Ein Tympanon der Kapelle ist erhalten. 50° 2′ 31,8″ N, 10° 13′ 51,2″ O

### St. Kilian I
| kath. (†) | vor 1300 |

Die Kirchenwüstung St. Kilian wird wegen späterer Kirchen gleichen Namens an anderen Orten der Stadt auch als St. Kilian I bezeichnet. Sie lag 400 Meter nordöstlich der heutigen Schweinfurter Altstadt, im heutigen Villenviertel Kiliansberg und war die Kirche für die erste Schweinfurter Siedlung. Kirche und Siedlung wurden im 16. Jahrhundert aufgegeben und verfielen.50° 2′ 52,8″ N, 10° 14′ 26,7″ O
Siehe auch: St. Kilian II

### St. Salvator
| ev.-luth. (1532) | 1313/1717 |
| St. Salvator     |           |

Die evangelisch-lutherische Pfarrkirche St. Salvator im Zürch geht auf die Frauenkirche zurück, einen Vorgängerbau aus dem Spätmittelalter. 1310 errichteten die Grafen von Henneberg eine Reichsburg im Zürch. Ab 1427 wurde sie Stück für Stück abgebrochen, nur die vermutlich 1313 errichtete Burgkapelle überstand den Abriss. Nach ihrer Zerstörung 1554 wurde sie bis 1561 wieder aufgebaut, bald darauf zerfiel sie erneut.
Aus Anlass zum 200. Jahrestag der Reformation wurde sie 1717 als St.-Salvator-Kirche erneuert und erweitert. Das Langhaus wurde vollständig abgerissen und im Stil des Barock wiedererrichtet. Der gotische Kirchenchor aus dem Spätmittelalter wurde integriert. Auf den Turm wurde eine doppelte Kuppelhaube aufgesetzt.
1944 schlug eine Phosphorbombe in die Kirche ein und zerstörte sie bis auf die Außenmauern. Sie wurde nach alten Plänen bis 1956 wieder aufgebaut. Die Entwürfe für Altar und Kanzel erstellte Olaf Andreas Gulbransson. Das Kircheninnere ist sehr schlicht. Ein Porträt von Georg Spalatin weist auf die erste lutherische Predigt des Reformators 1532 in Schweinfurt hin.
St. Salvator ist heute das einzige größere barocke Bauwerk der Stadt. 50° 2′ 42,2″ N, 10° 14′ 15,7″ O

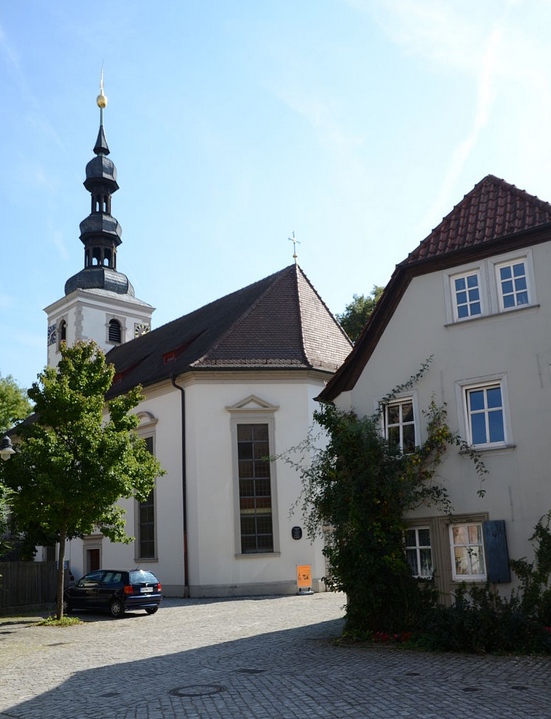
St. Salvator im Zürch
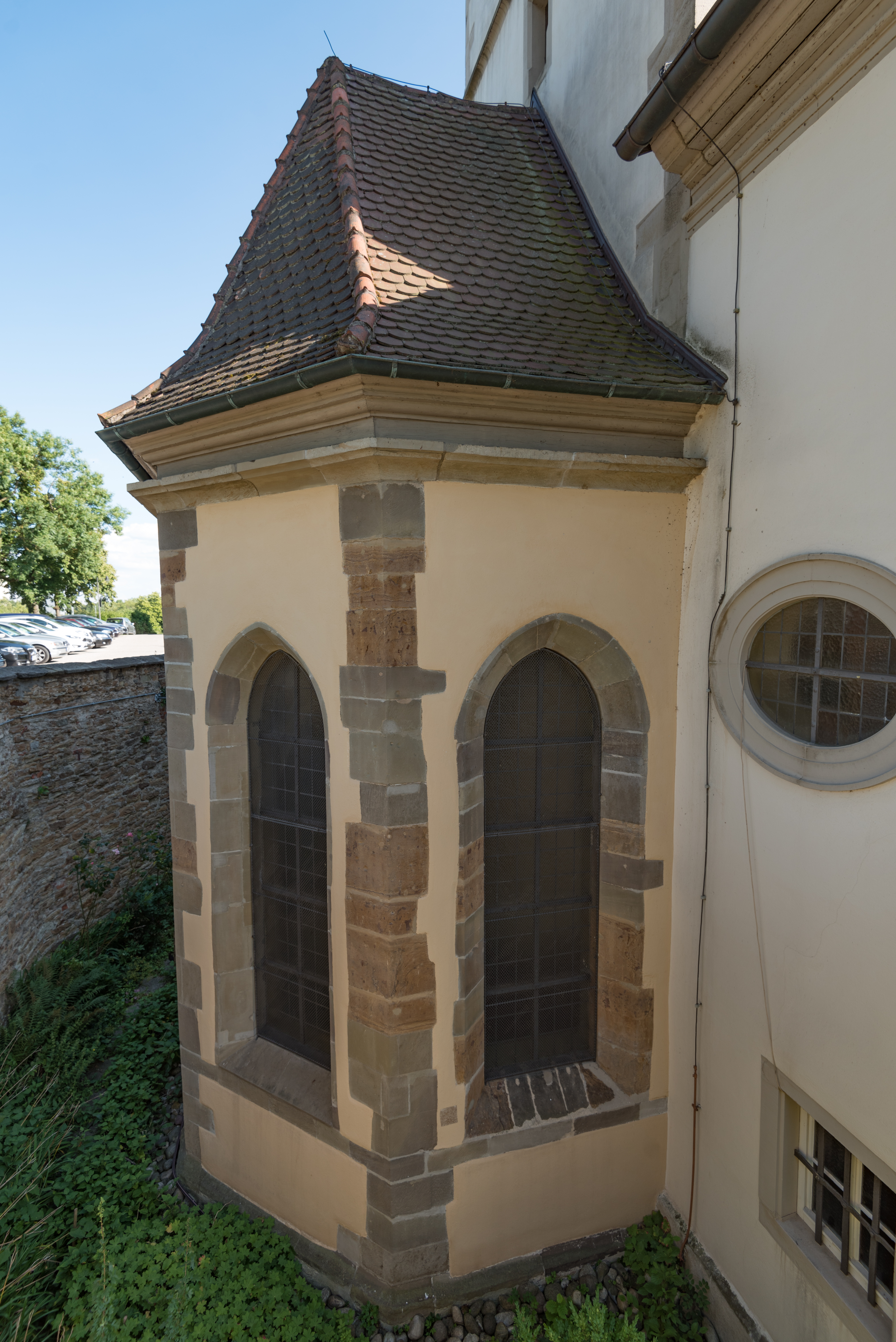
Gotischer Chor an der Stadtmauer
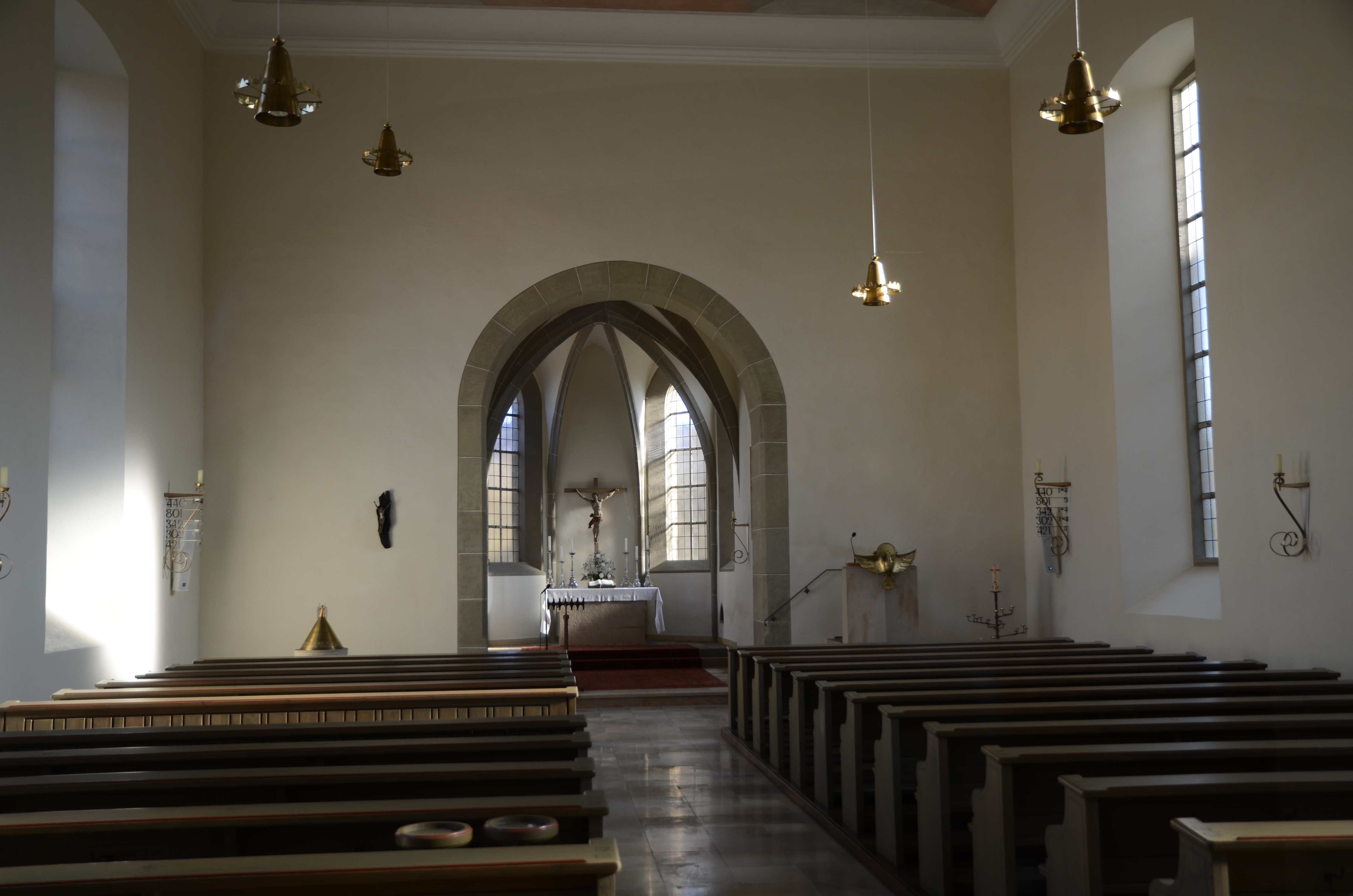
Innenraum mit Blick zum Chor
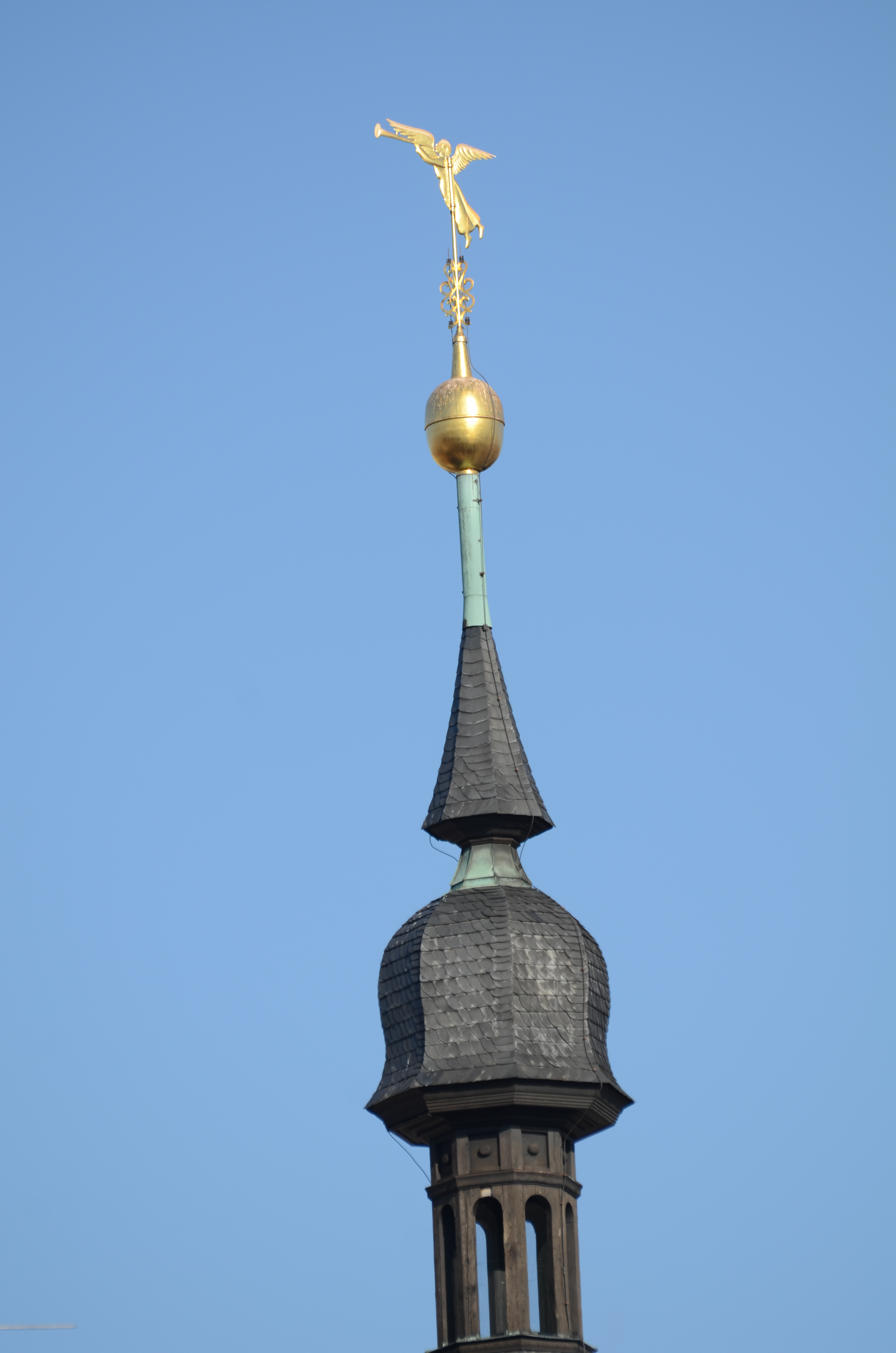
Goldener Engel mit Posaune

### Spitalkirche zum Heiligen Geist
| e.-l. (1542, †) | vor 1364/16. Jh. |
| Heilig-Geist    |                  |

Die Spitalkirche zum Heiligen Geist stand an einem seit 1364 belegten Hospital Heilig Geist (auch: Bürgerspital).
Die Spitalkirche wurde im Zweiten Markgrafenkrieg 1554 („Zweites Stadtverderben“) bis auf den Chor zerstört. 1566 wurde sie im gotischen Stil wieder aufgebaut. Sie war mit vielen Epitaphien ausgestattet.
Die Reichsstadt Schweinfurt war seit der Reformation lutherisch. Eine katholische Gemeinde konnte sich erst in napoleonischer Zeit wieder etablieren. Sie bekam 1803 von der königlich bayerischen Regierung die Spitalkirche als Pfarrkirche zugewiesen. Für die Neuausstattung nach 1803 erwarb die katholische Gemeinde Kunstwerke aus säkularisierten Klosterkirchen der Region.
1896 wurde die Spitalkirche für einen Nachfolgebau abgerissen (siehe: Heilig-Geist-Kirche). 50° 2′ 32,4″ N, 10° 13′ 48″ O

### St. Kilian II
| ev.-luth. (1563, †) | 1391 |
| Kilianskapelle      |      |

Eine weitere Kirchenwüstung namens St. Kilian befindet sich in der heutigen Altstadt. Die neuere, spätmittelalterliche Kilianskapelle, die auch als St. Kilian II bezeichnet wird, liegt am Zeughaus. Die Wüstung wird vom Bayerischen Landesamt für Denkmalpflege nicht als Bodendenkmal aufgeführt (Stand 28. Oktober 2023).
Die Kilianskapelle wurde als Ersatz für die aufgegebene Kirche im Jahre 1391 einschließlich eines neuen Friedhofs fertiggestellt. Den Ort, der damals vor der Stadterweiterung außerhalb der ersten, inneren Stadtmauer lag, nannte man Am Anger oder Auf dem Anger. Der Würzburger Bischof war mit dem Projekt nicht zufrieden und nannte es „ein schlecht Kirchlein“, da dort „fremde verstorbene Leut“ begraben wurden. 1437 wurde in diesem Bereich die Stadtmauer nach außen verlegt und die Kirche lag nun innerhalb der Mauern.
Das Bauwerk wurde ab 1563 als Gießhaus, danach als Salpetersiederei und Mehlmagazin genutzt. Ab 1852 Nutzung als Feuerwehrgerätehaus, mit Anbau eines Schlauchturms am Westgiebel (im rechten Bild). 1908 wurde der Kapellenbau in die neu errichtete Hauptfeuerwache integriert, die 1952 abgerissen wurde. Im Zuge der Umgestaltung des Zeughausplatzes wurden 2014 die Grundmauern der Kirchenwüstung und der Friedhof vorübergehend durch archäologische Ausgrabungen freigelegt. 50° 2′ 45,9″ N, 10° 13′ 47,8″ O
Siehe auch: St. Kilian III

### Karmelitenkirche
| ev.-luth. (1542, †) | 1405 |

Durch die Stiftung einer Schweinfurter Bürgerin zogen im Jahr 1366/1367 die Karmeliten in das Siechenhauses auf dem Areal des heutigen Alten Friedhofs ein (siehe: St. Nikolaus). Die Karmeliten bauten auf den Fundamenten der abgerissenen Nikolauskapelle eine neue Kirche. 1405 weihten sie den Chor ein. 1502 wurde das Kirchenschiff eingewölbt.
Nach der Reformation übergab der Konventuale Johann Nestmann die Verwaltung des Klosters der Stadt Schweinfurt. 50° 2′ 31,7″ N, 10° 13′ 50,9″ O

### Freie Christliche Gemeinde
| Evang.-Freik. (†)                                                      | vor 1868 |
| Schillerplatz 1915. Vorne Halle der ehem. Freien Christlichen Gemeinde |          |

Am Schillerplatz stand eine Versammlungsstätte einer ehemaligen Evangelischen Freikirche, der Freien Christlichen Gemeinde, die bereits laut Katasterplan von 1868 als Theater und Concert Halle diente. Die Halle wurde im neuromanischen Stil errichtet. Auf dem rechten Bild einer Ansichtskarte von 1915 ist im Vordergrund das Dach der Freikirche zu sehen und (bei Bildvergrößerung) ein Rundbogenfenster erkennbar. Heute befindet sich an dieser Stelle das Landratsamt.
Der Name Schillerplatz stammt von der Nachnutzung der Kirche als Theater. 50° 2′ 29,6″ N, 10° 13′ 40,4″ O

### Heilig-Geist-Kirche
| kath.               | 1897–1902 |
| Heilig-Geist-Kirche |           |

Die Heilig-Geist-Kirche ist der erste katholische Kirchenneubau Schweinfurts seit der Reformation. Sie geht auf die zuvor an selber Stelle befindliche Spitalkirche zum Heiligen Geist zurück (siehe: Spitalkirche zum Heiligen Geist) und ist heute die katholische Pfarrkirche der Innenstadt.
Zwischen 1897 und 1902 entstand die heutige Kirche als neuromanische Basilika nach Plänen des Architekten Anton Leipold. Sie gilt als Nachbau des Speyerer Doms, der Westriegel wurde jedoch aus städtebaulichen Gründen nach Südosten ausgerichtet und somit die Kirche um über 90° zur üblichen Ausrichtung gedreht. Der „Westriegel“ besitzt, wie in Speyer, eine Zwerggalerie und eine Fensterrosette. Der mächtige Rechteckturm hat Ähnlichkeiten mit den vier schlankeren Rechtecktürmen von Speyer. Er steht an Stelle des in Speyer auf den Westriegel aufgesetzten Oktogons, das in ähnlicher Weise in Schweinfurt als Vierungsturm errichtet wurde.
Den Zweiten Weltkrieg überstand die Heilig-Geist-Kirche unbeschädigt. Eine historismuskritische Innenrenovierung von 1959 bis 1961 wurde später teilweise wieder rückgängig gemacht. Die Steinmeyer-Orgel auf der Westempore kam 1967 in die Kirche. 50° 2′ 33,3″ N, 10° 13′ 47,2″ O

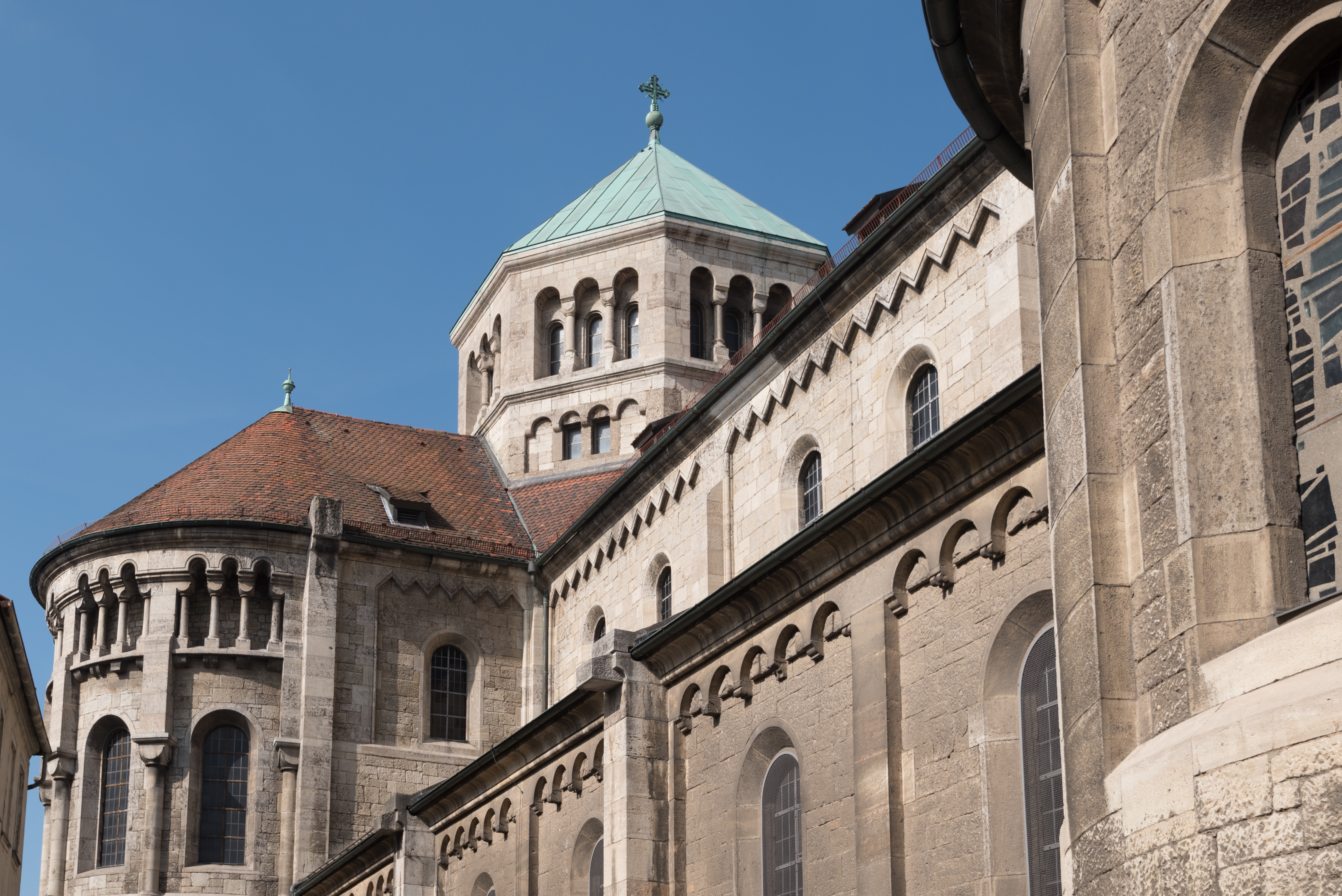
Westseite
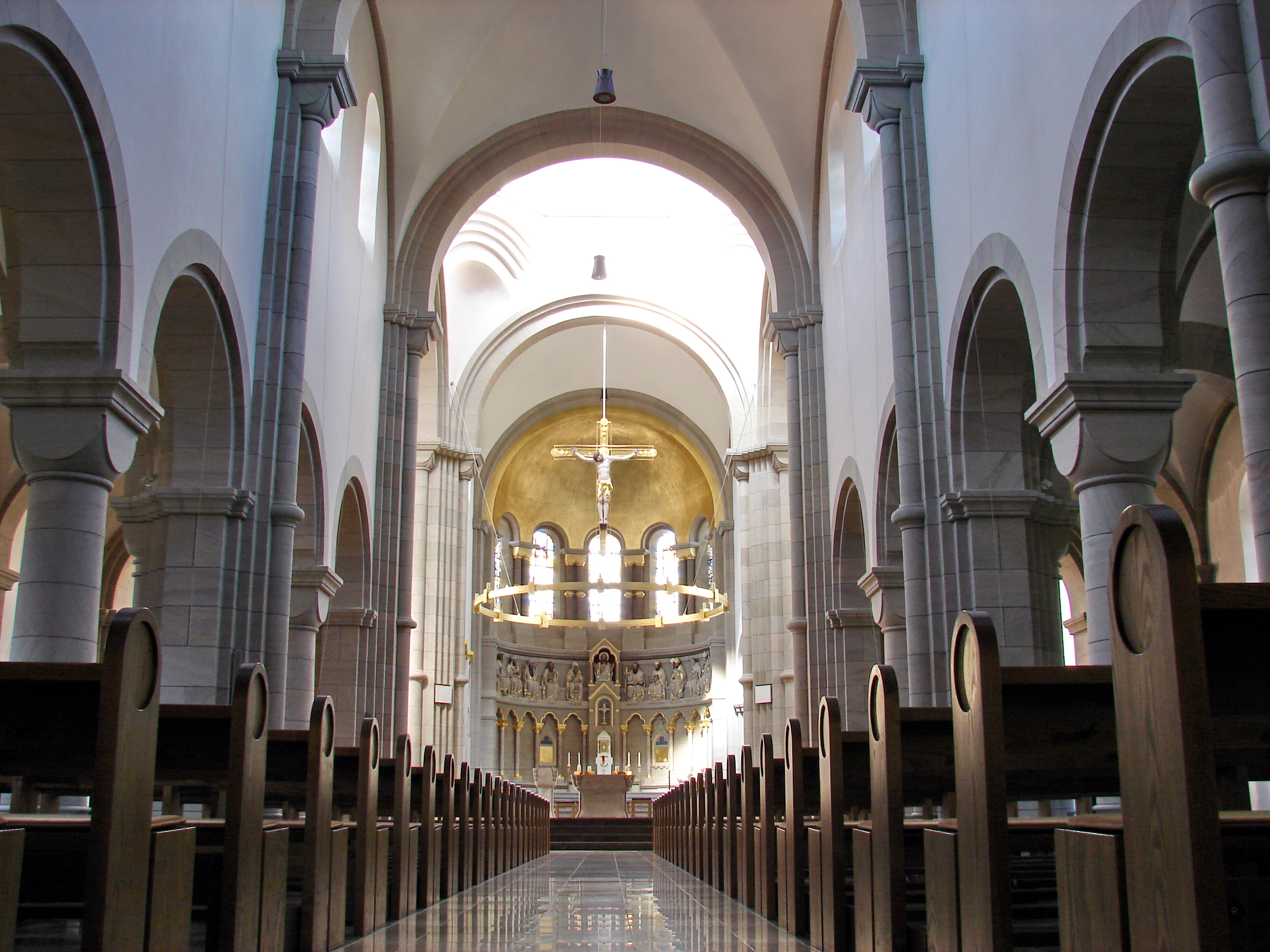
Mittelschiff mit Blick zum Chor
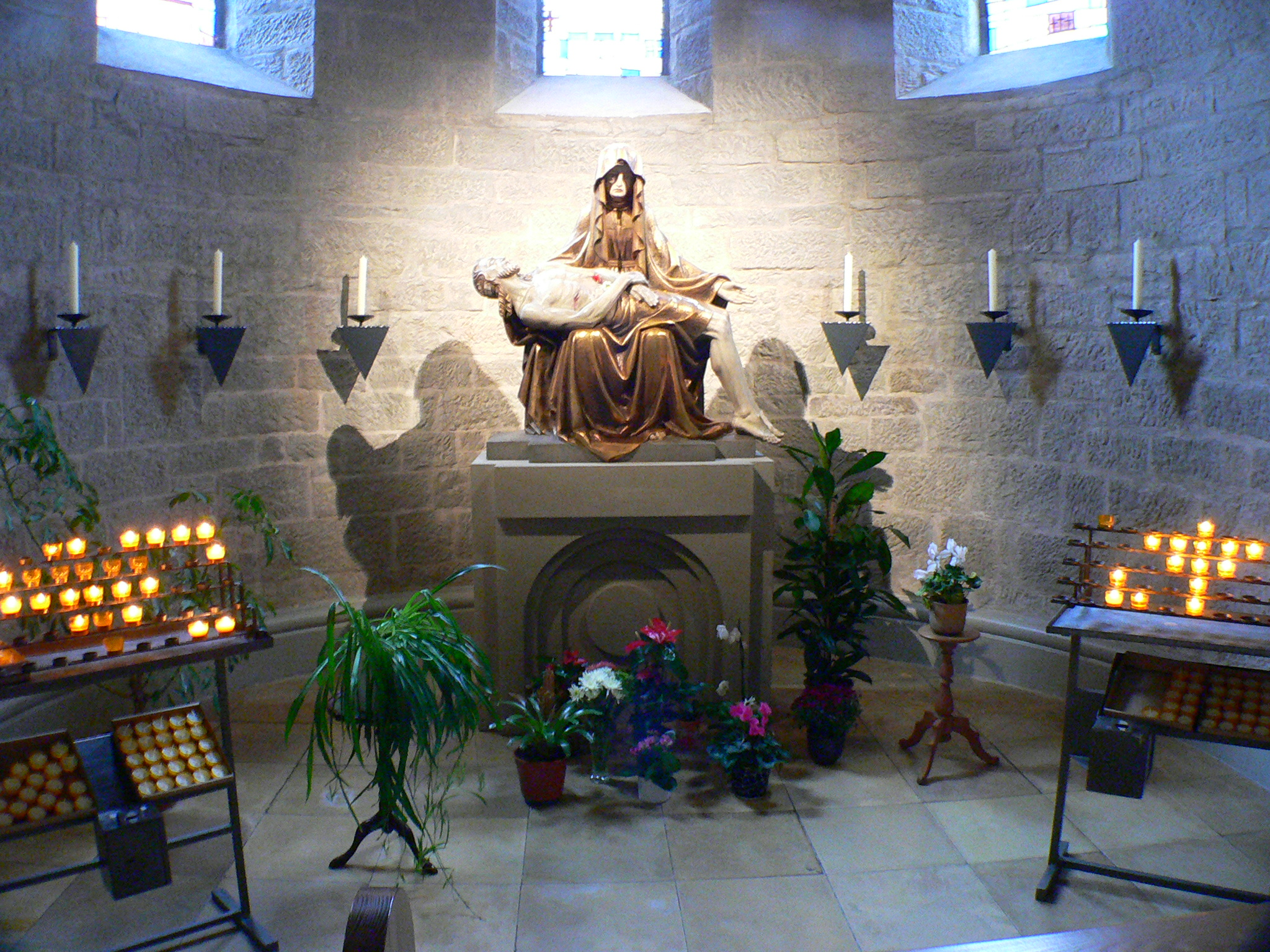
Kapelle
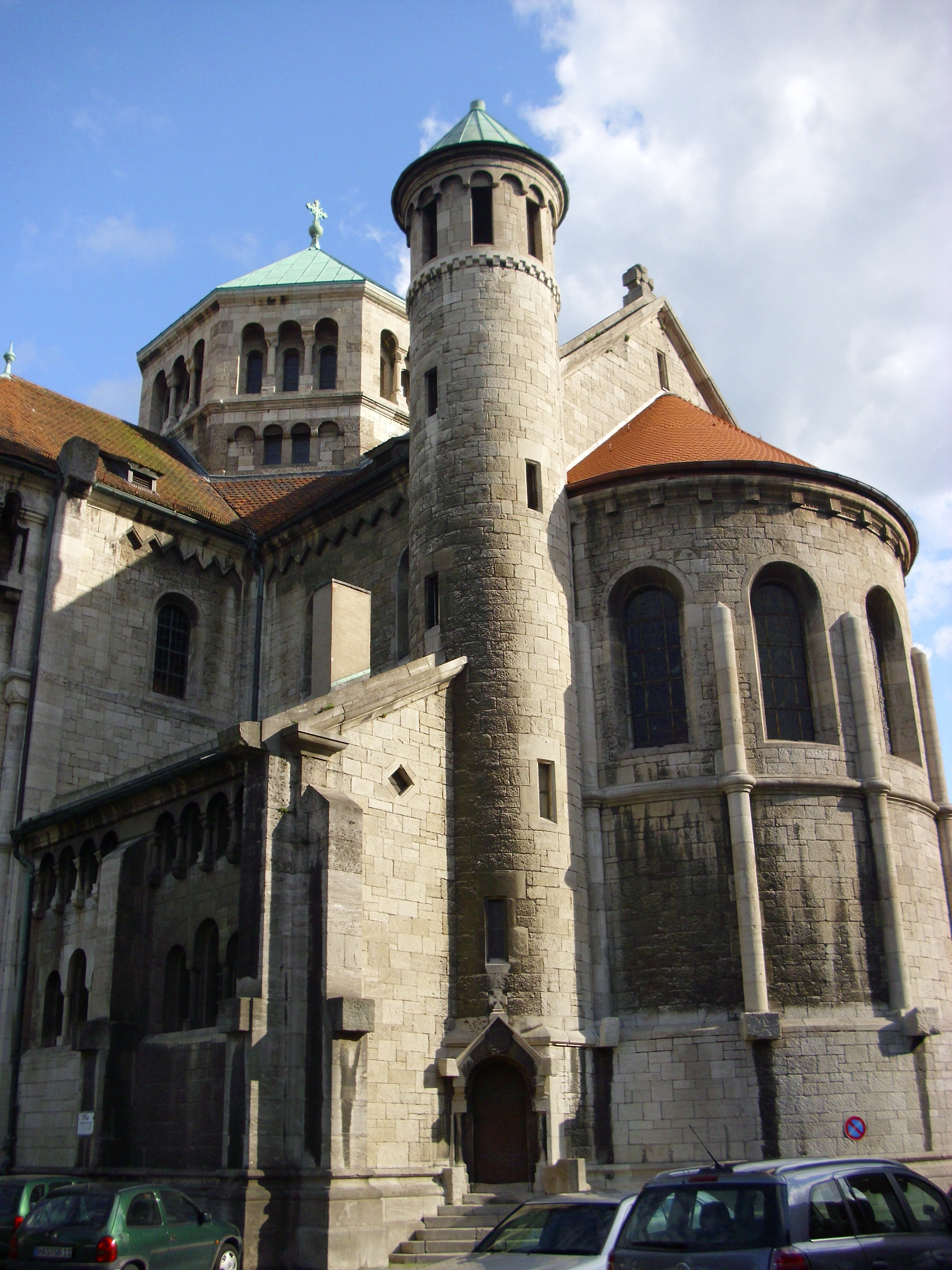
Vierungsturmr und Chor

### St. Josef
| kath.                | 1921/1953–54 |
| St. Josef, Notkirche |              |

Das zweitälteste katholische Kirchengebäude seit der napoleonischen Zeit in Schweinfurt ist die Josefskirche in Oberndorf. Zunächst wurde die Gemeinde von der Heilig-Geist-Kirche aus betreut, später nach Bergrheinfeld umgepfarrt. 1921 entstand eine Hallenkirche im Stil der 1920er Jahre, mit flachem Satteldach, das ähnlich einer Mansarde über die obere Fensterfront heruntergezogen war, mit zwei Türmchen an den Giebelseiten. Bald darauf wurde die Josefspfarrei gegründet.
Nach der Zerstörung der Kirche im Zweiten Weltkrieg wurde 1945 ein provisorisches Kirchengebäude und 1953/54 die heutige Kirche errichtet. Sie ist in ihrer äußeren Erscheinung den Werkhallen der Umgebung angepasst und schließt wiederum mit einem flachen Satteldach ab. Auf einen klassischen Chorraum wurde verzichtet. Daneben steht der Campanile, der typisch für die Kirchenbauten der Schweinfurter Nachkriegszeit ist.
Die Innenausstattung stammt von einigen der bekannten mainfränkischen Künstler der 1950er Jahre. Im Zentrum des Einheitsraums steht der Altar. Das monumentale Altarbild mit dem Gottvater und einem Lamm schuf Franz Nagel. Es korrespondiert mit dem ebenfalls von Nagel stammenden Deckengemälde mit dem Titel Endzeit. Ursprünglich war auch Heinrich Söller für die Kirche tätig, seine Ausstattungsstücke wurden jedoch weitgehend entfernt. Ältestes Element ist eine Maria Immaculata von Oswald Onghers. 50° 1′ 50,2″ N, 10° 12′ 10″ O

### St. Kilian III
| kath.          | 1926–1927/1953 |
| St. Kilian III |                |

Die dritte neu errichtete katholische Kirche der Stadt ist die heutige Kilianskirche. Als dritte Kilianskirche Schweinfurts wird sie zur Unterscheidung von ihren Vorgängerbauten auch als St. Kilian III bezeichnet. Sie entstand am westlichen Rand der Innenstadt im Zuge der Stadterweiterung der 1920er Jahre. Die in den Jahren 1926 und 1927 von den Architekten Peter Krammer und Theodor Fischer erbaute neubarocke Kirche war während des Zweiten Weltkriegs weitgehend zerstört worden.
Die neue Kirche des Würzburger Dombaumeisters Hans Schädel wurde 1953 geweiht. Er bezog die erhaltenen Überreste von Turm und Außenwänden ein. Die Kirche mit ihren blockhaften Grundstrukturen und flachen Dächern steht in der Tradition des Weimarer Bauhauses. Die abgeschrägten Langhauswände weisen zum Altar hin. Der vordere Bereich der Saalkirche nahe dem Chor dient als Werktagskirche und wird von einem Baldachin überspannt.
Die Ausstattung wird von dem weitgehend abstrakt gestalteten 250 Quadratmeter großen Chorfenster von Professor Georg Meistermann dominiert, das als eines der größten Kirchenfenster Deutschlands gilt. Weitere Ausstattungsstücke stammen von Heinrich Söller und Peter Vollerts und das Bronzekruzifix von Julius Bausenwein. 50° 2′ 45,1″ N, 10° 13′ 11,5″ O

### Gustav-Adolf-Gedächtniskirche
| ev.-luth.                     | 1929 |
| Gustav-Adolf-Gedächtniskirche |      |

Die Gustav-Adolf-Gedächtniskirche im Westlichen Gründerzeitviertel wurde als evangelisch-lutherische Pfarrkirche errichtet. Bereits zu Beginn des 20. Jahrhunderts gab es Pläne zur Erbauung, jedoch konnten sie erst in den 1920er Jahren realisiert werden. Architekt war der Schweizer Hans Hofmann. Die Kirche wurde im Zweiten Weltkrieg zwar beschädigt, konnte aber bis 1948 wieder notdürftig restauriert werden. 1971/72 wurde sie umgebaut.
Hofmann schuf einen schlichten Saalbau mit Walmdach. Erst später wurde der Chorturm mit der charakteristischen Zwiebelhaube angebaut. Zunächst stand der Altar in der Chornische, ehe man ihn bei der Erneuerung in den 1970er Jahren auf ein Podest in der Kirchenmitte stellte. Das Gemeindezentrum mit seiner L-Form wurde später an die Gedächtniskirche angebaut.
Die Ausstattung kam weitgehend durch private Stiftungen in die Kirche. Ältestes Stück ist ein barockes Kruzifix aus der Matthäuskirche in Zell. Mittelpunkt der Ausstattung ist das von Karl Hemmeter geschaffene Lesepult. Es wurde aus einem einzigen Eichenstamm geschaffen und zeigt einen Boten, der eine Bibel auf seinen Schultern trägt. 50° 2′ 37,1″ N, 10° 13′ 23,5″ O

### Ledward-Chapel
| Ökumen. (†) | nach 1944 |

In den 1945 von den Amerikanern übernommenen Ledward Barracks errichtete die US-Heeresgarnison Schweinfurt einen Kirchensaal für Gottesdienste amerikanischer Glaubensgemeinschaften für ihre bis zu 12.00 Soldaten und Angehörigen. In den Conn Barracks wurde eine weitere Kapelle errichtet, die sich jedoch außerhalb der Stadtgrenze auf Niederwerrner Gebiet befindet.
Die sogenannte Ledward-Chapel war eine schlichter, von Rundbogen überspannter Saal mit Empore. Es war ein Zweckbau ohne künstlerische Ausstattung, in Art evangelischer Freikirchen. Nach Auflösung des Schweinfurter US-Standortes im Jahre 2014 erwarb die Stadt Schweinfurt die Kaserne und ließ die Ledward-Chapel einige Jahre später im Zuge der US-Konversion abreißen. Die dem Bauwerk unmittelbar umgebenden Bäume blieben erhalten, sodass man es auf dem sehr großen Freigelände heute noch genau lokalisieren kann. 50° 3′ 7,2″ N, 10° 12′ 36,5″ O

### St. Anton
| kath.     | 1952 |
| St. Anton |      |

Den kirchlichen Mittelpunkt des Nördlichen Stadtteils bildet die Antonskirche. Die Pfarrei wurde im Jahr 1937 gegründet, der Zweite Weltkrieg verhinderte die Errichtung eines eigenen Gotteshauses. Die Patres der Franziskaner-Minoriten, die an der neuen Kirche einen Klosteranbau errichteten, trieben den Bau von St. Anton voran. Die Kirche wurde vom Würzburger Dombaumeister Hans Schädel geplant und zwischen 1950 und 1952 errichtet. 1955 entstand der Campanile.
Die Architektur der Kirche ist von kubischen Großformen geprägt, die sich um einen zentralen Kuppelraum gruppieren. Schädel baute einen Zentralraum und nahm damit die Reformen des Zweiten Vatikanischen Konzils voraus. St. Anton bildet einen Übergang zwischen Formen der Vor- und der Nachkriegszeit.
Die Ausstattung wird von den Glasfenstern von 1970 mit abstrakten Formen aus der Hand des Künstlers Gustl G. Kirchner geprägt. Auch die Künstler Heinrich Söller, Hans Wehner und Peter Vollert arbeiteten an der Kirche.
Das Kloster wurde 1996 aufgelöst. Von 2018 bis 2020 wurde die denkmalgeschützte Ensemblegruppe St. Anton zu einem Begegnungszentrum umgestaltet, mit verkleinertem Kirchenraum. 50° 3′ 3,9″ N, 10° 13′ 48,2″ O

### Maria Hilf
| kath. | 1955–1956 |

Die katholische Pfarrkirche Maria Hilf liegt in der Gartenstadt. Zunächst hielt man die Gottesdienste in einer Notkirche ab, die aus einem Kindergarten hervorgegangen war. 1950 wurde die Pfarrei Maria Hilf gegründet, 1955 die Kirche errichtet und 1956 fertiggestellt.
Der Schweinfurter Architekt Peter Krammer erbaute Maria-Hilf in Stahlbetonrahmen-Bauweise. Die Kirche greift klassische, kubische Formen auf und wird von zwei großen Fensterflächen durchlichtet. Im Gegensatz zu vielen anderen Schweinfurter Nachkriegskirchen wurde der Glockenturm direkt an die Kirche angebaut. Er schließt mit einem ungleichmäßigen Satteldach ab und ist 32 Meter hoch.
Die Ausstattung der Kirche wird vom Altarbild von Karl Clobes dominiert. Das Bild zeigt die heilige Maria mit dem Jesuskind und leitet mit seiner Vielfarbigkeit auf die Kirchendecke über. Vom Schweinfurter Künstler Gustl Kirchner kamen die Fenster, die mit dem Altarbild korrespondieren. Das Taufbecken schuf Josef Lehritter. 50° 3′ 23,7″ N, 10° 13′ 3,6″ O

### Dreieinigkeitskirche
| ev.-luth. | 1958–1959 |

Die evangelisch-lutherische Dreieinigkeitskirche befindet sich im Musikerviertel. Dort wuchs der Anteil der evangelisch-lutherischen Bewohner in der Nachkriegszeit stark an, sodass man die Abspaltung von der Gustav-Adolf-Gedächtniskirche vorsah und 1958/59 die Kirche errichtete.
Die Dreieinigkeitskirche ist ein schlichter quadratischer Bau. Das Kirchengebäude ist mäßig hoch und schließt mit einem sich kreuzenden Satteldach ab. Auf der Westseite errichtete man einen Campanile auf einem zylindrischen Grundriss. Die Kirche ist außen mit roten Ziegeln verblendet und lediglich durch wenige rechteckige Fenster durchlichtet. Außen gliedern einige Betonbänder den Bau. Der Innenraum hat einen quadratischen Grundriss mit einer auf einem kreisrunden Podest stehenden Altarinsel.
Anders als bei vielen anderen Schweinfurter Kirchen konnte die ursprüngliche Ausstattung die Jahrzehnte überdauern, sodass sich die Kirche aus einem Guss präsentiert. Die liturgischen Objekte sind sehr schlicht und aus Muschelkalk gearbeitet. Das Kruzifix oberhalb des Altars schuf der Münchner Walther Senf im Jahr 1960. Es zeigt neben dem Gekreuzigten auch den Heiligen Geist und Gottvater als Hinweis auf die  Dreieinigkeitskirche. 50° 2′ 44″ N, 10° 12′ 28,3″ O

### Auferstehungskirche
| ev.-luth.           | 1959 |
| Auferstehungskirche |      |

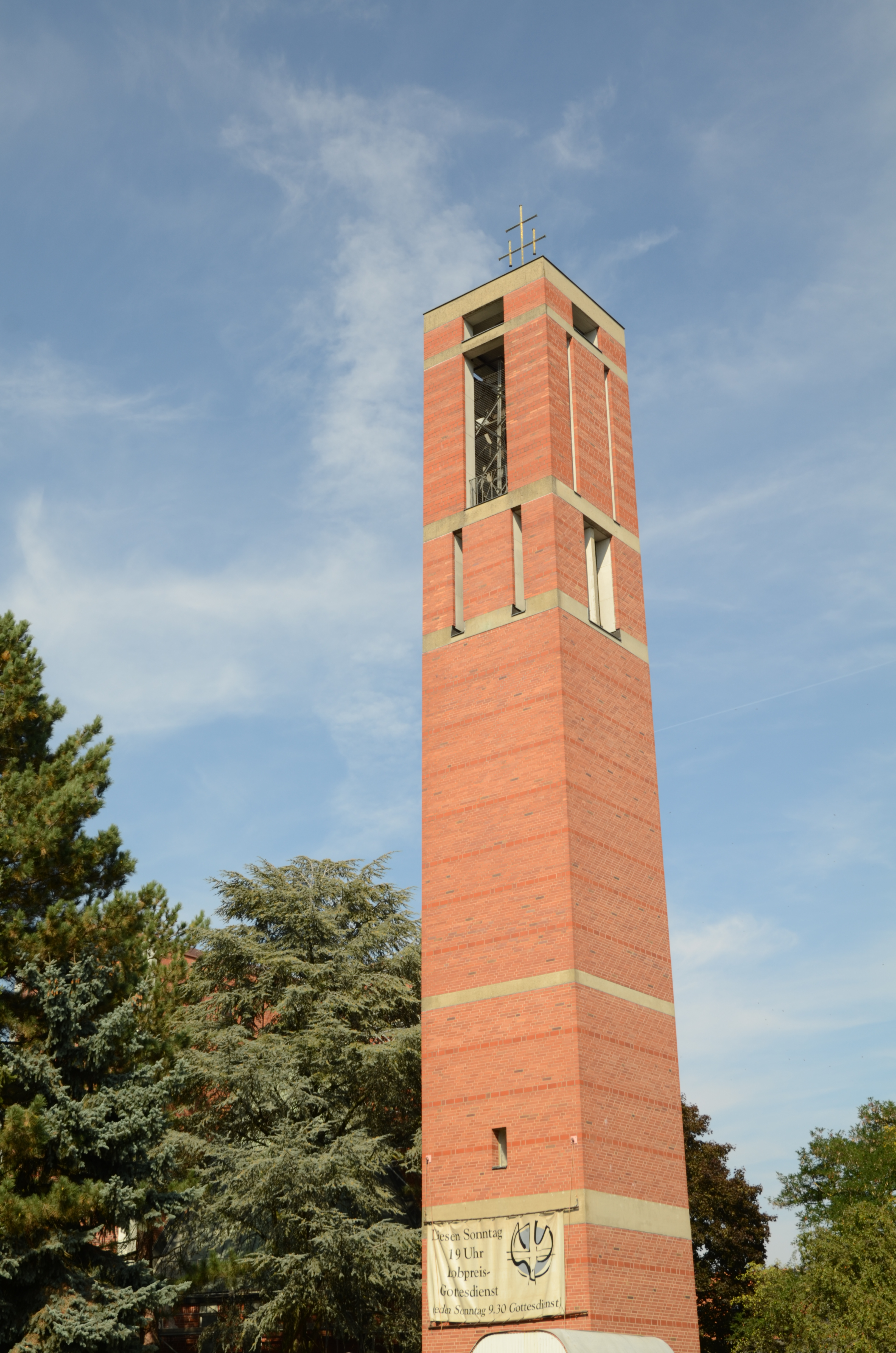
Campanile von Olaf Andreas Gulbransson

Die außergewöhnlichste Nachkriegskirche der Stadt, in ihrem Baustil auch einzigartig in Deutschland, ist die Auferstehungskirche am Bergl. Sie entstand gleichzeitig mit der Dreieinigkeitskirche. Als Architekten hatte man den Münchner Olaf Andreas Gulbransson gewinnen können. Am 11. Mai 1958 wurde der Grundstein für die neue Kirche in der Brombergstraße gelegt. Die Einweihung erfolgte am Ewigkeitssonntag 1959. Der Campanile wurde 1962 fertiggestellt.
Mit der Auferstehungskirche schuf Gulbransson das einzige größere Beispiel eines neuen Baustils, der Sichtmauerwerk, Ornamentik, Bauhandwerk und Moderne vereint. Er nahm die Postmoderne lange vorweg, ohne auf historische Stile zurückzugreifen, sondern in einer eigenen Architektursprache und mit bauhandwerklicher Qualität. Nach dem tödlichen Autounfall Gulbranssons 1961 wurde dieser Stil bei anderen postum fertiggestellten Kirchen nicht mehr oder nicht mehr so konsequent umgesetzt.
Im Sockelgeschoss wurde ein Gemeindezentrum eingerichtet, das Hauptgeschoss beherbergt die Kirche. Die Formen der Kirche werden von Oktogonen und dem sogenannten Griechischen Kreuz bestimmt. Tiefgezogene Dachflächen dominieren den Bau in der Form von Viertelpyramiden.
Der Architekt entwarf auch große Teile der Innenausstattung. Taufstein und Leuchten entstanden nach den Formen der Neuen Sachlichkeit. Allerdings wurde das Konzept Gulbranssons abgewandelt. Den Mittelpunkt der kirchlichen Ausstattung bildet heute der große Radleuchter nach einem Entwurf des Münchner Professors Franz Rickert, ausgeführt von Erwin Sattler. Der Jerusalemleuchter bezieht sich auf die Vision aus Kapitel 21 der Offenbarung des Johannes und stellt die zwölf offenen Tore des von gleißendem Licht strahlenden Himmlischen Jerusalems dar. 50° 2′ 21,1″ N, 10° 12′ 13″ O

### Christkönigskirche
| kath. | 1962–1965 |

Als erste Schweinfurter Kirche der 1960er Jahre entstand ebenfalls am Bergl die katholische Christkönigskirche. 1962 wurde die Pfarrei eingerichtet, da die Katholiken am Bergl von der Josefskirche abspaltet wurden. Die Pläne stammen vom Schweinfurter Architekten Heinz-Günther Mömken, am 7. Dezember 1964 legte Pfarrer Eugen Sterzinger den Grundstein und am 19. Dezember 1965 wurde die Kirche geweiht.
Die Kirche besitzt ein, von einer in sieben Abschnitte geteilten Betonfläche gebildetes, tief nach unten gezogenes Zeltdach auf einem rechteckigen Grundriss, weshalb sie auch Zelt Gottes genannt wird. Im Nordwesten wurde ein 40 Meter hoher rechteckiger Campanile errichtet. Im Westen wurde der Kirche ein vielgliedriges Pfarrzentrum um einen Innenhof vorgelagert.
Die Ausstattung der Christkönigskirche ist im Gegensatz zu den anderen katholischen Kirchen der Stadt sehr bescheiden. Die Glasbetonfenster von Eberhard Sigel aus München fallen zunächst ins Auge. Sie entstanden 1965 und sind in den Farben Blau-Rot-Gelb gehalten. Daneben haben die Künstler Günter Metz ein Kruzifix, Ludwig Bossle die meisten liturgischen Elemente und  Heinrich Söller aus Schweinfurt eine Marienfigur zur Innenausstattung beigetragen.
1971 goss die Glockengießerei Otto in Bremen-Hemelingen für die Christkönigskirche fünf Bronzeglocken mit den Schlagtönen: cis' – e' – fis' – a' – h'. Es ist eines der letzten von Otto gegossenen größeren Geläute.
50° 2′ 18,4″ N, 10° 11′ 59,1″ O

### Christuskirche
| ev.-luth. | 1964–1965 |

Die evangelisch-lutherische Kirche für den Nördlichen Stadtteil und die Gartenstadt ist die Christuskirche. Sie geht auf eine Notkirche aus den 1930er Jahren zurück, die erst in den 1960er Jahren in eine Pfarrkirche umgewandelt wurde. 1965 wurde die neue Kirche eingeweiht. Die Christuskirche betreut auch die evangelischen Gemeinden in Dittelbrunn und Hambach.
Die Architektur besitzt schlichte, kubische Formen, als halbierter Würfel und bildet mit dem Campanile auf quadratischem Grundriss und dem Pfarrhaus eine Einheit. Der Innenraum wurde als Einheit ohne Chor oder Seitenschiffe gestaltet.
Den Mittelpunkt der liturgischen Ausstattung bilden Altar, Kanzel und Taufbecken, geschaffen von der Niklashauser Firma Hofmann aus fränkischem Muschelkalk. Die Goldschmiedin Margarete Korn-Diergarten stellte 1967 den Siebenarmigen Leuchter auf dem Altarpodest her. Statt eines Altarblattes brachte man hinter dem Altar ein in die Wand eingelassenes, aufgelöstes Kreuz des Kunstmalers Curd Lessig an.  50° 3′ 27,1″ N, 10° 13′ 23,8″ O

### St. Michael
| kath. | 1964–1968 |

Die 1964 bis 1968 entstandene St.-Michaels-Kirche an der Florian-Geyer-Straße ist die katholische Kirche des Musikerviertels. Sie wurde nach Plänen des Würzburger Dombaumeisters Hans Schädel unter Mitwirkung von Gabriele Ebert und Otto Pfister errichtet. Zunächst wurde das Pfarrzentrum errichtet.
Im Westen wurde später die Kirche angebaut. Das Eingangsportal bildet ein niedriger Turm ohne Glocken am Pfarrzentrum. Von dort erreicht man einen Innenhof mit kreuzgangartigem Umgang, um den sich die Gemeindegebäude gruppieren. Der eigentliche Sakralbau mit quadratischem Grundriss ist zweckmäßig eingeteilt.
Den Mittelpunkt der Ausstattung bildet der Kreuzweg des US-Amerikaners Walter Gaudnek im Pop-Art-Stil, der 1995 angebracht wurde. Ursprünglich waren die Werke Ludwig Schaffraths an den Fenstern mit einer Fläche von 330 m² aus mundgeblasenen, mit Bleiruten verbundenen Echtantikscheiben die dominierenden Elemente. 50° 2′ 45,8″ N, 10° 12′ 16,2″ O

### St. Peter und Paul
| kath. | 1966–1968 |

Den katholischen Mittelpunkt des Stadtteils Hochfeld/Steinberg bildet die Peter-und-Pauls-Kirche. Sie wurde unter Abtrennung der Pfarrei von St. Anton am 1. Mai 1964 errichtet. Bereits zwei Jahre später, am 3. Dezember 1966, legte der Würzburger Domkapitular Schultes den Grundstein für die neue Pfarrkirche. Geweiht wurde sie am 17. Dezember 1968 durch Bischof Josef Stangl.
Die Kirche des Münchner Architekten Lothar Schlör ist wahrscheinlich das erste Kirchenbauwerk nördlich der Alpen, das nur aus Leichtbeton besteht. Die Kirche, als burgähnliches Gebäude, hat einen fast quadratischen Grundriss. Sie besitzt ein Fenster im Süden des Altars und ein Lichtband an den Seitenwänden. Die Taufkapelle hat ein charakteristisches Pyramidendach.
Ähnlich wie in der Michaelskirche dominiert der Kreuzweg, in Betonguss von Max Walter. Das zentrale Hinterglas-Altarbild im expressionistisch-naiven Stil entstammt der Werkstatt von Erich Schickling. 50° 3′ 31,3″ N, 10° 14′ 38,1″ O

### St. Lukas
| ev.-luth. | 1966–1969 |

Die evangelisch-lutherische Kirche St. Lukas, der jüngsten lutherischen Pfarrei der Stadt, vom Münchner Architekten Professor Gerhard Weber, liegt ebenfalls am Hochfeld. Die Kirche wurde zwischen 1966 und 1969 errichtet. Im ehemaligen Gut Deutschhof entstand 1982 ein der Kirche zugeordnetes Gemeindezentrum für den benachbarten Stadtteil Deutschhof.
Die Lukaskirche in Zeltform steht auf einem hohen Betonsockel. Weitere Baulichkeiten wie das Gemeindezentrum umgeben das Gebäude. Im Erdgeschoss der Kirche befindet sich ein Gemeinderaum, im Obergeschoss der Gottesdienstraum. Als einziger Kirche der Stadt verzichtete man auf einen Glockenturm. Die Glocken hängen in einer Glockenkammer an der Segnitzstraße.
Ein über 8 Meter hohes Altarbild aus Glas von Johannes Hewel aus Rot am See vor einer schlichten Fensterfront ersetzt ein Altargemälde und wurde 1992 eingeweiht. Taufstein, Altar und Kanzel bestehen aus weißem Marmor. 50° 3′ 24,2″ N, 10° 14′ 39,1″ O

### St. Maximilian Kolbe
| kath.                | 1982–1988 |
| St. Maximilian Kolbe |           |

Nachdem der Stadtteil Deutschhof erschlossen worden war, entstand dort als jüngstes Kirchengebäude der Stadt die katholische Pfarrkirche St. Maximilian Kolbe, die am 1. Januar 1981 vom Pfarrsprengel von St. Peter und Paul abgespaltet wurde. Zunächst fand der Gottesdienst im Pfarrhaus statt. Die Kirche war als ökumenisches Zentrum geplant worden, wurde aber zwischen 1987 und 1988 als katholisches Gotteshaus errichtet.
Der Schweinfurter Architekt Dag Schröder plante die Kirche an einem Hanggrundstück. Im Untergeschoss entstand eine Werktagskirche, darüber steht die eigentliche Kirche auf quadratischem Grundriss. Sie schließt mit einem asymmetrisch hochgezogenen Pyramidendach mit teilweiser Verglasung ab. Der Baukörper weist auf regionale Traditionen hin. Der Glockenturm als Torturm steht frei daneben.
Hubert Elsässer schuf den Großteil der Ausstattung: die bronzenen Türknäufe mit dem Symbol des Gemeindeschiffs, den Altar versus populum mit Reliefs, den Ambo und die Tabernakelsäule aus Muschelkalk. Der Hauptaltar mit einer expressionistischen Retabelmalerei von Hermann Gottfried greift auf die Tradition des mehrteiligen Tafelbildes zurück.50° 4′ 1,3″ N, 10° 15′ 12,8″ O

## Kapellen
Über das Stadtgebiet verteilt sind ebenfalls noch Kapellen. Vor der Reformation waren sie zumeist Anlaufpunkt von kirchlichen Prozessionen oder in den Zehnthöfen der Klöster des Umlandes beheimatet. Nach der Reformation gab man die meisten dieser Sakralbauten auf. Erst im 20. Jahrhundert entstanden in den Altersheimen und Krankenhäusern der Stadt vor allem katholische Kapellen.

### Wolfgangskapelle
| kath. (†)        | 1431 |
| Wolfgangskapelle |      |

Der Ebracher Hof der Abtei Ebrach befand sich seit 1431 im Südosten der Altstadt, im Zürch. Im Hof bestand eine Kapelle für die Mönche des Klosters, die dem heiligen Wolfgang geweiht war.
Nach Annahme der Reformation versuchten die Schweinfurter den katholischen Klosterhof aus der Stadt zu drängen. Spätestens in der Mitte des 18. Jahrhunderts wurden in der Kapelle keine Gottesdienste mehr gehalten. Heute erinnern die Spitzbogenfenster an die ehemalige Kapelle. 50° 2′ 40″ N, 10° 14′ 11,5″ O

### Kapelle im Bildhäuser Hof
| kath. (†) | vor 1554 |

Neben Ebrach hatte auch das Kloster Bildhausen einen Hof in der Stadt, nördlich der Zehntstraße. Er erhielt auch eine Kapelle, die noch 1930 bestand. Nachdem der Hof 1554 im Zweiten Markgrafenkrieg zerstört worden war, versuchte die Stadt den Wiederaufbau zu verhindern. Es kam zu einem Prozess vor dem Reichskammergericht, das Kloster gewann und baute den Hof wieder auf. 50° 2′ 44,2″ N, 10° 13′ 55″ O

### Weitere Kapellen

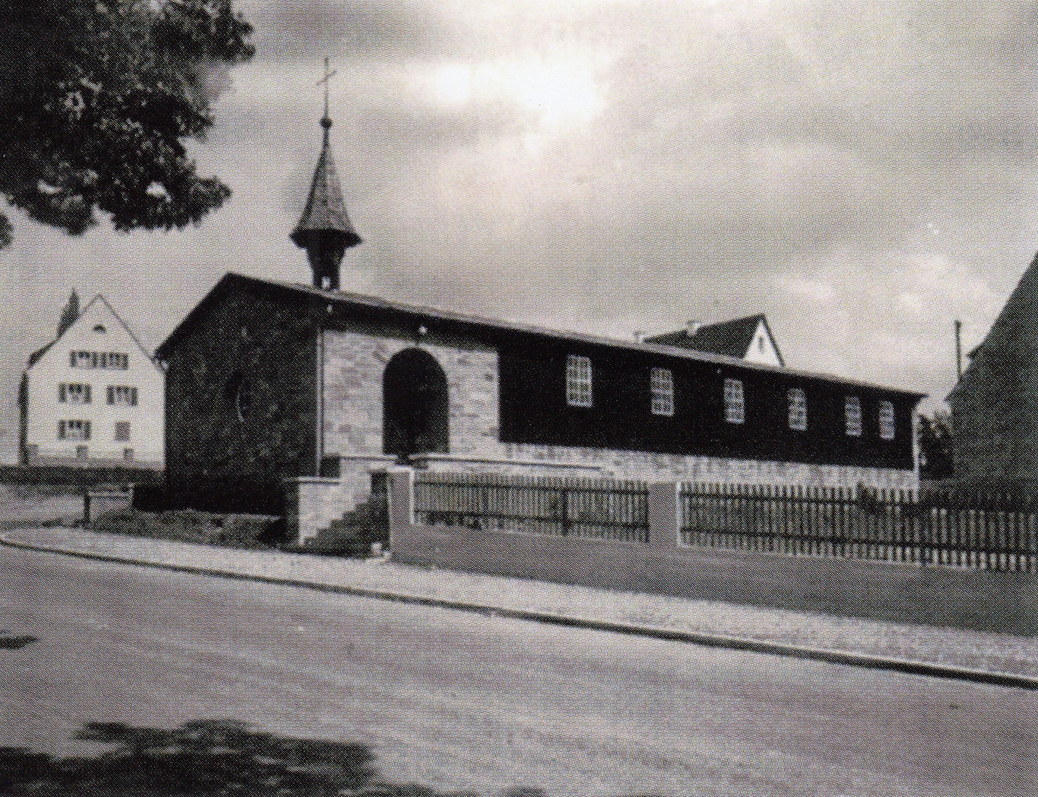
Evangelische Notkirche in der Georg-Schwarz-Straße um 1950. Heute ist hier das Gemeindehaus der Evangelisch-Freikirchlichen Gemeinde

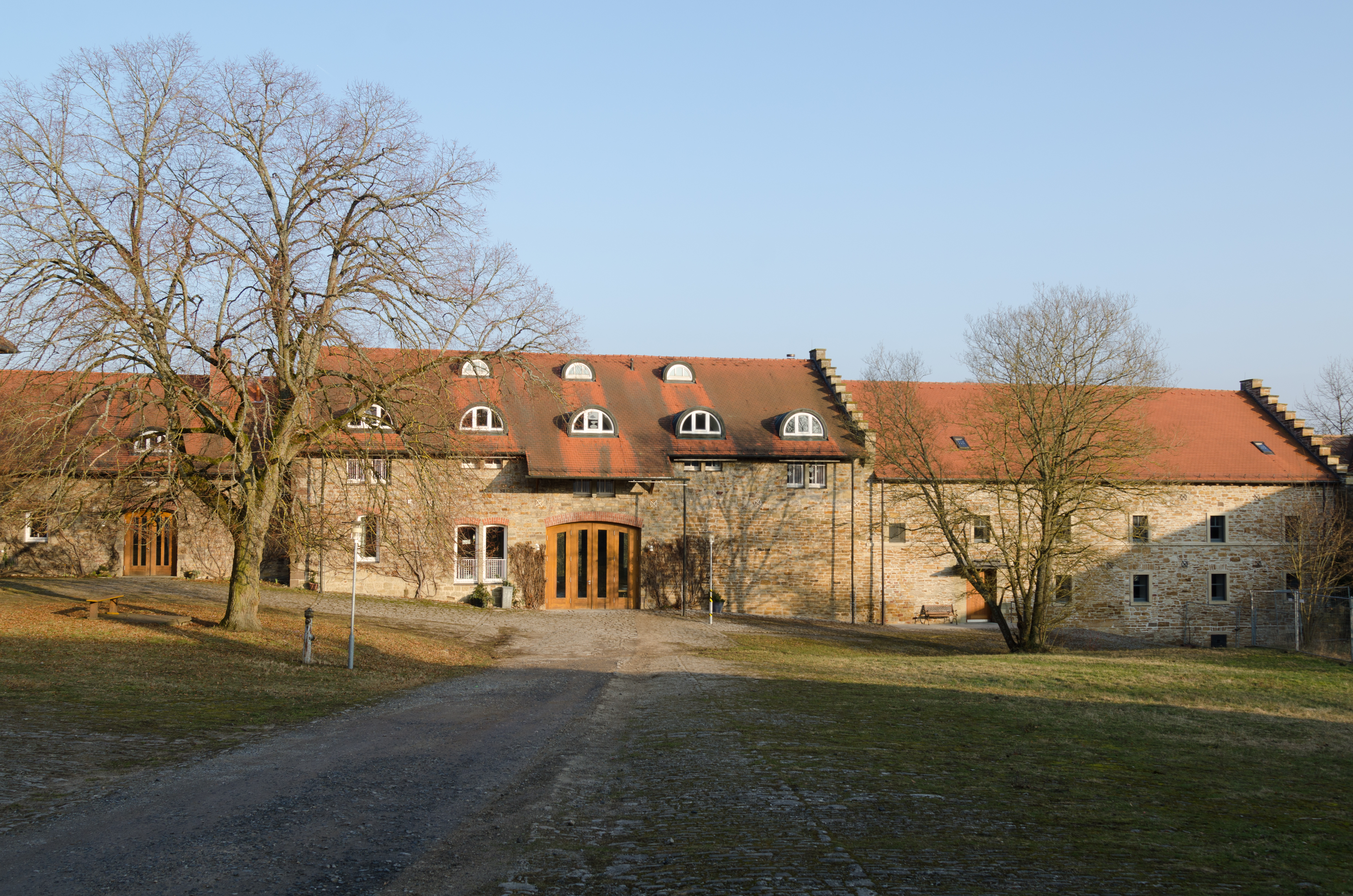
Evangelisches Gemeindezentrum mit Gemeindesaal am Deutschhof,
im einstigen Gut Deutschhof

- Bethlehem-Kapelle (†): Die Kapelle befand sich vor dem Obertor und wurde von den Prozessionen der Spitalkirche Heilig-Geist angelaufen. 50° 2′ 57,1″ N, 10° 13′ 52,6″ O
- Hauskapelle der Schwesternkommunität im Krankenhaus St. Josef 50° 2′ 37″ N, 10° 13′ 31,5″ O
- Hauskapelle im Maria-Theresia-Heim 50° 2′ 12,9″ N, 10° 14′ 4,2″ O
- Ökumenische Hauskapelle im Friederike-Schäfer-Altenheim 50° 2′ 35,4″ N, 10° 14′ 3,4″ O
- Werktagskirche St. Franziskus im Kardinal-Döpfner-Haus 50° 3′ 23,8″ N, 10° 13′ 5,8″ O
- Hauskapelle in Maria-Frieden 50° 3′ 5,1″ N, 10° 13′ 46,6″ O
- Ökumenische Hauskapelle St. Stephanus im Leopoldina-Krankenhaus 50° 3′ 6,4″ N, 10° 14′ 38,1″ O
- Kapelle im Marienstift 50° 3′ 1,2″ N, 10° 13′ 45,7″ O
- Hauskapelle im Kolping-Bildungszentrum[26] 50° 2′ 48,9″ N, 10° 13′ 4,8″ O
- Friedhofskapelle im Hauptfriedhof 50° 3′ 6,8″ N, 10° 13′ 40,4″ O
- Gemeindesaal im ehemaligen Gut Deutschhof für den Stadtteil Deutschhof, der zur Pfarrei St. Lukas  gehört 50° 4′ 9,8″ N, 10° 15′ 28,4″ O
- Kirche der griechisch-orthodoxen Metropolie von Deutschland im Untergeschoss von St. Anton 50° 3′ 4″ N, 10° 13′ 49,9″ O
- Gemeindehaus der Landeskirchlichen Gemeinschaft 50° 2′ 55,6″ N, 10° 13′ 21,3″ O
- Evangelisch-Methodistisches Gemeindehaus 50° 2′ 54″ N, 10° 13′ 8,6″ O
- Evangelisch-Freikirchliches Gemeindehaus 50° 3′ 21,9″ N, 10° 13′ 15,7″ O
- Gemeindehaus der Brüdergemeinde 50° 3′ 28,4″ N, 10° 11′ 43,3″ O
- Gemeindehaus der Christen in Aktion 50° 1′ 47,5″ N, 10° 12′ 9″ O
- Gemeindehaus Wort des Glaubens Schweinfurt Christliches Zentrum 50° 2′ 34,1″ N, 10° 13′ 5,8″ O
- Gemeindehaus des Christlichen Glaubenszentrums 50° 1′ 37,6″ N, 10° 14′ 18″ O
- Gemeindehaus der Biblischen Gemeinde Schweinfurt 50° 2′ 34,8″ N, 10° 13′ 10″ O
- Gemeindehaus der Kingdom Ministries 50° 1′ 56,4″ N, 10° 14′ 19,4″ O

## Weitere christliche Gemeinschaften

### Adventgemeinde
Das Adventhaus der Siebenten-Tags-Adventisten befindet sich in der Niederwerrner Straße (Neutorvorstadt). 50° 2′ 52,6″ N, 10° 13′ 35,1″ O

### Neuapostolische Gemeinde
Das Kirchengebäude der Neuapostolischen Kirche steht in der Theresienstraße (Westliches Gründerzeitviertel). 50° 2′ 27,9″ N, 10° 13′ 20,8″ O

### Jehovas Zeugen
Der Königreichssaal der Zeugen Jehovas befindet sich in der Franz-Schubert-Straße (Nordwestlicher Stadtteil). 50° 3′ 14,5″ N, 10° 13′ 4,9″ O

## Judentum

### Synagoge Judengasse
1479 wurde erstmals die Synagoge in der Judengasse im Ehemaligen Gewerbeviertel genannt, wohl mit Mikwe (Judenbad). Als Standort wird das heutige Friederike-Schäfer-Heim (Altenheim) in der Judengasse/Ecke Nußgasse vermutet. Die Synagoge stand wahrscheinlich am südwestlichen Ende der Judengasse, an Stelle der einstigen Häuser Judengasse Nr. 25 und 27, dem heutigen Nord- und Ostflügel des Altenheims. Die Synagoge hatte drei Straßenfronten: zur Judengasse, zur Petersgasse und zur westlichen Verlängerung der heutigen Nußgasse. Unter oder neben der Synagoge befand sich das Judenbad. Im Zweiten Markgrafenkrieg wurde Schweinfurt 1554 niedergebrannt und die mittelalterliche jüdische Gemeinde fand ihr Ende. 50° 2′ 36″ N, 10° 14′ 3,7″ O

### Betsaal Siebenbrückleinsgasse
1866 kaufte die Kultusgemeinde das Anwesen in der Siebenbrückleinsgasse 14, in der Altstadt, südlich des Roßmarkts. Das Anwesen war geeignet, in provisorischer Weise im Vorderhaus mit Betsaal alle Bedürfnisse abzudecken. Der dazugehörige Obstgarten dahinter im Innenhof konnte als Synagogenbauplatz dienen. Um 1970 wurde das jüdische Gemeindehaus für die Erweiterung des Parkplatzes der benachbarten Städtischen Sparkasse abgebrochen. 50° 2′ 35,4″ N, 10° 13′ 49,7″ O

### Synagoge Siebenbrückleinsgasse
Das Vorderhaus wurde bald zu klein und man entschloss sich 1872 für den Neubau einer Synagoge, die 1874 eingeweiht wurde. Die Längsfassaden ähnelten einer christlichen Kirche, mit neugotischen Spitzbogenfenstern. Der Haupteingang führte zur Männersynagoge im Erdgeschoss und ein weiterer Eingang zur Frauenempore, in Bayerns erster Synagoge mit Orgel. 50° 2′ 36,2″ N, 10° 13′ 48,6″ O
In einer liberalen jüdischen Zeitung stand zur Einweihung:
„Bekanntlich wuchert in Unterfranken die Hyperorthodoxie und der Obskurantismus in üppigster Blüte fort, und nirgends zeigt sich auf religiösem Gebiete auch nur eine Spur von Fortschritt; nur die Gemeinde Schweinfurt trägt dem Zeitgeiste Rechnung; denn in der in wenigen Wochen vollendeten neuen Synagoge wird Orgel und Gesang eingeführt.“ (Allgemeine Zeitung des Judentums vom 4. August 1874)

## Islam

### Zentral Moschee
Zentral Moschee (Ayasofya Moschee) der Türkisch-Islamischen Union der Anstalt für Religion (DITIB), Wirsingstraße 14 (Bahnhofsviertel) 50° 2′ 9,5″ N, 10° 12′ 29,4″ O
Das ehemalige Gewerbegebäude wurde von 1987 bis 1989 in eine Moschee umgebaut. Im Erdgeschoss befinden sich Infrastrukturräume und ein Gemeinschaftsraum. Im Obergeschoss liegt der Gebetssaal. Gebetsnische (Mihrab), Kanzel (Mimbar) und Vortragspodium (Kursi) sind aus Marmor. Die einfache Dikka (Mahfil) besitzt ein Holzgeländer. Das Minarett der Moschee wurde 2003 am Gebäude  ergänzend errichtet. Im Jahre 2015 wurde die Moschee umfassend renoviert. Der Zentral Moschee gehören etwa 2.500 Gläubige an.

### Assalam Moschee
Arabische Moschee Schweinfurt - مسجد السلام في شفاينفورت
der Deutschsprachigen Muslime Schweinfurt (DSMS), Johann-Georg-Gademann-Straße 11 (Bahnhofsviertel) 50° 2′ 12,9″ N, 10° 12′ 31,2″ O

### İslamic kültürü Camii'nin
İslamic kültürü Camii'nin (Millî Görüş), Wilhelm-Leuschner-Straße 2 (Innenstadt) 50° 2′ 48,9″ N, 10° 13′ 19,1″ O

### Fatih Camii
Fatih Camii (Millî Görüş), Schrammstraße 6 (Westliches Gründerzeitviertel) 50° 2′ 28,6″ N, 10° 13′ 33,7″ O